# Релігія і сексуальність

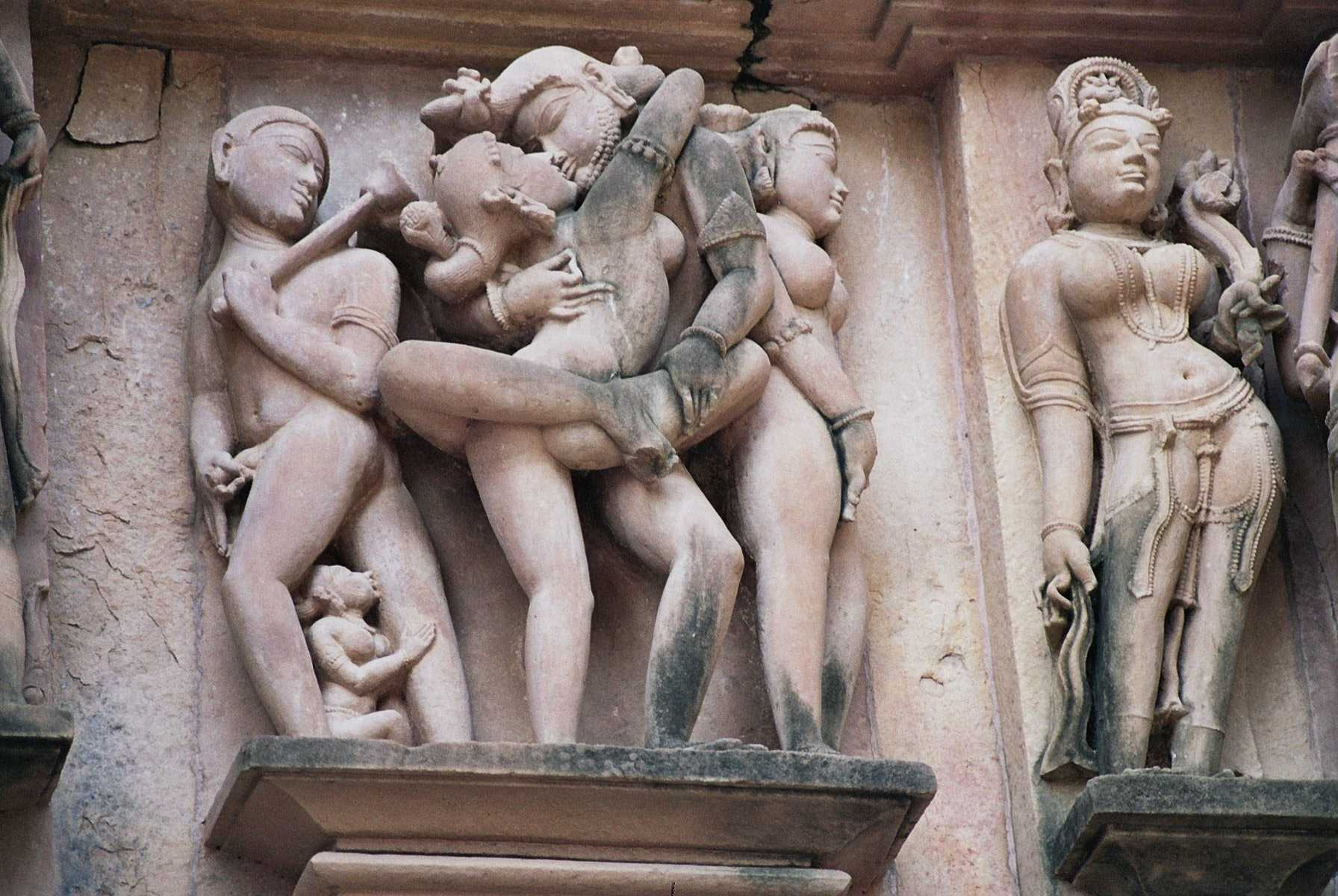
Еротичні скульптури з храмового комплексу Кхаджурахо, Індія

Погляди різних релігій і релігійних віруючих щодо людської сексуальності широко варіюються серед них і всередині них, від надання сексу та сексуальності різко негативного відтінку до переконання, що секс є найвищим проявом божественного. Деякі релігії розрізняють сексуальні дії людей, які практикуються для біологічного відтворення (іноді дозволені лише в офіційному сімейному стані та в певному віці), і ті, які практикуються лише для сексуального задоволення в оцінці відносної моралі.

## Огляд
Сексуальна етика сильно відрізнялася з часом і між культурами. Сексуальні норми суспільства — стандарти сексуальної поведінки — можуть бути пов'язані з релігійними переконаннями, соціальними та екологічними умовами, або всім цим. Сексуальність і репродукція є фундаментальними елементами взаємодії людей і суспільств у всьому світі. Крім того, «сексуальне обмеження» є однією з універсалій культури, властивих усім людським суспільствам.
Відповідно, більшість релігій побачили необхідність розглянути питання про «належну» роль сексуальності. Релігії мають різні кодекси сексуальної моралі, які регулюють сексуальну активність або приписують нормативні значення певним діям або ідеям сексуального характеру. Кожна велика релігія розробила моральний кодекс, який охоплює питання людської сексуальності, моралі, етики тощо. Ці моральні кодекси прагнуть регулювати ситуації, які можуть викликати сексуальний інтерес і впливати на сексуальну діяльність і практику людей.

## Авраамічні релігії
Авраамічні релігії (а саме юдаїзм, самаритянство, християнство, бахаїзм та іслам) традиційно стверджували та схвалювали патріархальний та гетеронормативний підхід до людської сексуальності.
Католицизм, зокрема, надає перевагу виключно проникаючим вагінальним зносинам між чоловіками та жінками в межах шлюбу над усіма іншими формами людської сексуальної активності, включаючи аутоеротику, мастурбацію, анальний секс, оральний секс, секс без проникнення і негетеросексуальний секс (усі з яких у різні часи називали «содомією»), вірячи та навчаючи, що така поведінка заборонена, оскільки вона вважається гріховною, і далі порівнюється з або походить від передбачувана поведінка жителів Содому і Гоморри. Проте статус ЛГБТ у ранньому християнстві та ранньому ісламі дискутується.

### Віра Багаї
У Бахаїзмі сексуальні стосунки дозволені лише між чоловіком і дружиною. Бахаулла, засновник Віри Бахаї, забороняє позашлюбні сексуальні зносини у своїй книзі законів Кітаб-і-Агдас. Він розвинув переконання, що всі люди є духовними особистостями, які допомагають розвиватися та сприяти подальшому розвитку суспільства фізично та духовно. Розгляд сексу багаї полягає в тому, що цнотливість повинна практикуватися представниками обох статей до шлюбу, оскільки це є похвальним з етичної точки зору та веде до щасливого та успішного подружнього життя. Віра Багаї визнає цінність статевого потягу, але вважає, що його належне вираження знаходиться в інституті шлюбу: бахаїсти вірять не в придушення статевого потягу, а в його регулювання та контроль.

### Християнство
Старий Заповіт і християнство історично підтвердили та схвалили патріархальний і гетеронормативний підхід до людської сексуальності, віддаючи перевагу виключно проникаючим вагінальним зносинам між чоловіком і жінкою в межах шлюбу над усіма іншими формами людської сексуальної активності, включаючи аутоеротизм, мастурбацію, анальний секс, оральний секс, секс без проникнення і негетеросексуальний статевий акт (усі з них у різний час називали «содомією»), вважаючи та навчаючи, що така поведінка є заборонено, оскільки вони вважаються грішними і порівнюються з поведінкою ймовірних мешканців Содому та Гоморри або походять від них.
У Новому Завіті Ісус мало говорив про секс, і більшість інформації про секс походить зі Старого Завіту та писань Павла, і деякі з них сьогодні є суперечливими.
Сексуальність між представниками різних статей, між двома людьми (моногамія, хоча полігамія не заборонена) і, зокрема, продовження роду, як правило, вважається ідеальним станом.
Існує подружня любов через Пісню пісень, у якій йдеться про еротизм та романтичне кохання.

#### Новий Завіт
Апостол Павло сказав у 1 Коринтян: «Неодруженим і вдовам я кажу, що для них добре залишатися неодруженими, як і я. Але якщо вони не практикують самоконтролю, то повинні одружитися. Але якщо вони не вправляються у стриманості, то нехай одружуються. Бо краще одружитися, ніж палати пристрастю». Важливо, що погляд Павла на секс також полягає в тому, що він насправді непотрібний для тих, хто має певні дари (імовірно, «целібат»). Дженніфер Райт Кнуст каже, що Павло сформулював бажання як силу, над якою християни отримали контроль, тоді як нехристияни були нею «поневолені». Крім того, Павло каже, що тіла християн були членами тіла Христа, і тому потрібно уникати сексуального бажання.
Дослідник Нового Завіту Н. Т. Райт стверджує, що Павло категорично забороняв блуд, незалежно від колишніх культурних звичаїв нового християнина. Райт зазначає: «Якби коринфянин сказав: „Оскільки я коринфянин, у мене завжди була низка подружок, з якими я сплю, це частина нашої культури“, Пол відповів би: „Не тепер, коли ти християнин, ти не знаєш“…. Коли хтось не погоджувався з чіткими правилами Павла щодо аморальності чи гнівних суперечок, питаннями, які він розглядає в Колосянах 3,5–10, він… твердий, як ми бачимо різко в 1 Коринтян 5 і 6. У християнському товаристві немає місця для таких практик і для такої людини».
Деякі припускають, що на ставлення Павла до сексу вплинуло його переконання, що кінець світу неминучий. За цією точкою зору, Павло, вірячи, що світ скоро настане, взяв за наслідок те, що всі земні клопоти, включно зі сексом, мало цікавлять християн. Листи Павла демонструють набагато більшу стурбованість сексуальними проблемами, ніж автори євангелій, які приписують Ісусу, оскільки Павло створював християнські громади протягом десятиліть і відповідав на різноманітні проблеми, які виникали.
Богослов Лі Ґатіс стверджує, що «слово „блуд“ вийшло з моди й не є загальновживаним для опису позашлюбного сексу. Проте це чудовий переклад [біблійного терміну] porneíā, який в основному стосувався будь-якого виду сексу поза шлюбом… Це було оскаржено… але переважна вагомість науки та всі наявні докази стародавнього світу твердо вказують на це. „Тікайте від сексуальної аморальності (porneíā) і прагнути до самоконтролю“ (пор. 1 Фес. 4:1–8) було прямим посланням до християн у божевільному від сексу світі».

#### Раннє християнство
У ранньому християнстві роздуми над текстами Святого Письма привнесли есхатологічну герменевтику в читання Книги Буття. Едемський сад розглядався як нормативний ідеальний стан, до якого повинні були прагнути християни; у своїх роздумах письменники пов'язували майбутню насолоду небом із первісним блаженством Адама і Єви.
Оцінка незайманості в стародавній церкві послабила напругу між наказом книги Буття «плодитися і розмножуватися» з його зрозумілим контекстним значенням шлюбу як соціального інституту та тлумаченням переваги незайманості над шлюбом, статева активність і створення сім'ї з євангельських текстів Мт 19:11-12, Мт 19:29. Один із способів, у який патристичні мислителі намагалися гармонізувати тексти, полягав у тому, що в Едемі фактично не було статевого акту: у цьому читанні секс стався після гріхопадіння людини та вигнання з Едему, таким чином зберігаючи незайманість як ідеальний стан як у історичний Рай і очікуване Небо. Іван Златоуст, Григорій Ніський, Юстин Мученик, Епіфаній Саламінський та Іриней Ліонський усі дотримувалися цієї точки зору:
- Григорій Нісський, Про дівоцтво, 12 «Він ще не судив про те, що було прекрасним на смак чи на вигляд; він знаходив у Господі єдиному все, що було солодким; і він використовував дану йому допомогу тільки для цієї насолоди, як це означає Писання, коли говорить, що „він не знав її“, поки не був вигнаний з саду, і поки вона за гріх, на який її спокусили, не була засуджена до мук пологів. Отже, нам, які в особі нашого прародича були вигнані з раю, дозволено повернутися до нашого первісного стану блаженства через ті самі етапи, через які ми втратили рай. Які ж вони? Задоволення, підступно запропоноване, розпочало Гріхопадіння, а за задоволенням пішли сором і страх, навіть страх залишитися довше в очах свого Творця, так що вони ховалися в листі і тіні; а потім вкрилися шкурами мертвих тварин; а потім були вислані в цю чумну і сувору землю, де, як компенсація за необхідність померти, був запроваджений шлюб».[37]
- Іоанн Златоуст, Про незайманість, 14.3 «Коли весь світ був довершений і все було готове до нашого спочинку та використання, Бог створив людину, для якої він створив світ… Людині потрібна була помічниця, і вона з'явилася; Навіть тоді шлюб не здавався необхідним… Бажання статевих стосунків, зачаття, пологів і будь-яка форма псування були вигнані з їхніх душ, як чиста ріка, що випливає з чистого джерела, так вони були в тому місці прикрашений цнотою». 15.2 «Чому шлюб не з'явився раніше зради? Чому не було статевого акту в раю? Чому не муки пологів перед прокляттям? Тому що в той час ці речі були зайвими».
- Іреней, Проти єресей, книга 3, розділ 22:4 «Єва ж була непокірна, бо не послухалася, коли ще була незайманою. І як вона, маючи справді чоловіка Адама, але будучи ще незайманою (бо в раю вони обоє були нагі, і не соромилися, бо вони, будучи створені незадовго перед тим, не мали розуміння про народження дітей, бо треба було, щоб вони спочатку досягли зрілого віку, а відтоді вже розмножувалися), ставши непокірною, стала причиною смерті як для себе, так і для всього людського роду…»[38]
- Епіфаній Саламінський, Панаріон, 78.17–19 «І як у раю Єва, ще незаймана, впала в гріх непослуху, через Діву [Марію] знову прийшов послух благодаті».
- Юстин Мученик, Діалог з Трифоном, гл. 100 «Бо Єва, яка була незайманою і непорочною, зачавши слово змія, породила непослух і смерть. Але Діва Марія отримала віру і радість, коли ангел Гавриїл сповістив добро звістка їй…».[39]

Професор Джон Нунан припускає, що «якщо хтось запитає… звідки християнські отці черпали свої уявлення про подружні стосунки — уявлення, які не мають прямого біблійного підґрунтя — відповідь має бути, головним чином у стоїків». Він використовує тексти Музонія Руфа, Сенеки Молодшого та Оцелла Лукана, відстежуючи праці Климента Олександрійського, Орігена та Ієроніма до праць цих попередніх мислителів, зокрема щодо дозволеного використання статевого акту, який у стоїчна модель має бути пригніченою, безпристрасною та виправданою своїм наміром пророження.
Аврелій Августин мав інший виклик: відповісти на помилки маніхейства. Маніхеї, за словами Августина, були «проти шлюбу, тому що вони проти продовження роду, яке є метою шлюбу». «Метод контрацепції, який практикували ці маніхеї, яких знав Августин, — це використання безплідного періоду, визначеного грецькою медициною», який Августин засуджує (це стоїть на противагу дозволеному в той час католицькому використанню природного планування сім'ї). Елейн Пейджелс каже: «На початку V століття Августин фактично проголосив, що спонтанне сексуальне бажання є доказом — і покаранням — загального первородного гріха», хоча ця точка зору суперечить «більшості його християнських попередників».
У міру розвитку чернечих громад сексуальне життя монахів потрапило під пильну увагу двох богословів, Іоанна Касіяна та Цезарія Арльського, які прокоментували «пороки» самотнього життя. «Їх хвилювали не акт мастурбації, а ченці, які дали обітницю цнотливості. Обітниця ченців робила мастурбацію незаконною; сам акт не вважався гріхом… Насправді… до Кассіана мастурбація була ні для кого не вважається сексуальним злочином».

#### Католицизм
З початку ХІІІ сторіччя Католицька Церква офіційно визнавала шлюб між добровільно погодженими, охрещеними чоловіком і жінкою таїнством — зовнішнім знаком, що передає особливий дар Божої любові. Флорентійський собор у 1438 році дав це визначення, слідуючи попереднім церковним заявам у 1208 році, і проголосив, що статевий союз є особливою участю в союзі Христа в церкві. Однак пуритани, високо цінуючи цей інститут, розглядали шлюб як «цивільну», а не «релігійну» справу, яка «перебуває під юрисдикцією цивільних судів». Це тому, що вони не знайшли жодного біблійного прецеденту для священнослужителів, які б проводили шлюбні церемонії. Крім того, говорилося, що шлюб був призначений для «полегшення похоті» а також для будь-якої духовної мети.
Католицький моральний богослов Чарльз Е. Керран заявив, що «отці Церкви практично мовчать щодо простого питання мастурбації».
Катехизм Католицької Церкви вчить, що «плоть є запорукою спасіння». Катехізис вказує на те, що сексуальні стосунки в шлюбі є «спосібом наслідування у плоті щедрості та плодючості Творця» і перераховує блуд як одне із «злочин проти цнотливості», називаючи його «внутрішньо і серйозно невпорядкованою дією», оскільки «використання сексуальної здатності з будь-якої причини поза шлюбом по суті суперечить його меті». «Подружній акт» має на меті «глибоку особисту єдність, єдність, яка, поза з'єднанням в одній плоті, веде до формування одного серця й душі» оскільки шлюбний зв'язок має бути знаком любові між Богом і людством.
Перше велике вчення Папи Римського Івана Павла ІІ було про теологію тіла, представлене в серії лекцій під тією ж назвою. Протягом п'яти років він роз'яснив бачення сексу, яке було не лише позитивним і ствердним, але й стосувалося спокути, а не засудження. Він навчав, що, розуміючи Божий план щодо фізичної любові, ми можемо зрозуміти «сенс всього існування, сенс життя». Він навчав, що люди були створені люблячим Богом з певною метою: бути люблячими людьми, які вільно вибирають любити, віддавати себе як особи, які виражають свою самовіддачу через свої тіла. Таким чином, статевий акт між чоловіком і дружиною є символом їх цілковитої взаємної самопожертви.
Для Івана Павла ІІ «тіло, і тільки воно, здатне зробити видимим те, що невидиме: духовне і божественне». Він каже, що немає іншого більш досконалого образу єдності та сопричастя Бога у взаємній любові, ніж статевий акт подружньої пари, за допомогою якого вони повністю віддають себе — виключно одне одному, і до кінця свого життя., і плідно щедро беручи участь у створенні нових людей. З цієї точки зору він розуміє аморальність позашлюбного сексу. Він фальсифікує мову людського тіла, мову цілковитої любові, гідної людей, використовуючи тіло в егоїстичних цілях, ставлячись таким чином до людей як до речей і об'єктів, а не до втілених осіб із пошаною та любов'ю, яких заслуговують втілені духи. Іван Павло ІІ наголошує, що в статевій любові є велика краса, коли вона здійснюється в гармонії з людськими цінностями вільно обраної цілковитої відданості та самовіддачі. Для нього ця сексуальна любов є формою поклоніння, переживанням священного.
Римо-католики вважають мастурбацію гріхом.
У вересні 2015 року Конгрегація доктрини віри Ватикану, відповідальна за дотримання католицької доктрини, не дозволила трансгендерному чоловікові в Іспанії служити хрещеним батьком, фактично забороняючи трансгендерним католикам служити спонсорами хрещення. Заява завершується: «[…] результат очевидний, що ця особа не має вимог вести життя, яке відповідає вірі та положенню хрещеного батька (CIC, can 874 § 1,3), тому не є бути допущеним до посади хрещеної матері чи хрещеного батька. Не слід розглядати це як дискримінацію, а лише як визнання об'єктивної відсутності реквізитів, які за своєю природою необхідні для прийняття церковної відповідальності бути хресним батьком».

#### Протестантизм

Закони проти подружньої зради в Сполучених Штатах у 1996 році та коли ці закони були прийняті

Погляди на сексуальність у протестантських церквах відрізняються.

##### Консервативні євангельські протестантські церкви
Деякі протестанти стверджують, що будь-який статевий акт поза шлюбом, включно з тим, що здійснюється між відданими, зарученими або співжиттями, є гріхом блуду.
На відміну від римо-католиків, протестанти не заперечують мастурбацію через відсутність біблійної заборони цього акту. Основні і консервативні протестанти погоджуються, що мастурбація не є гріхом, хоча існують різні обмеження, наприклад переконатися, що це не призводить до використання порнографії або хтивого погляду на людей або взаємної мастурбації або пристрасть до дії. Це також не можна робити в дусі непокори Богові.

##### Лютеранська, Реформатська та Об'єднана церкви
Усі 20 лютеранських, реформатських і об'єднаних церков євангельської церкви в Німеччині приймають членів ЛГБТ, як і протестантська церква в Нідерландах. У цих лютеранських, об'єднаних і реформатських церквах священикам-геям дозволяється служити, а гомосексуальним парам — відвідувати свої церкви.
Зовсім недавно Об'єднана методистська церква побачила певний розкол щодо теми людської сексуальності. Спеціальна сесія Генеральної конференції 2019 року зібралася, сподіваючись розв'язати існуючі розбіжності щодо гомосексуальної спільноти. Цю тему вперше обговорювали на Генеральній конференції в 1972 році, в результаті чого було заявлено, що церква «не схвалює практику гомосексуалізму і вважає цю практику несумісною з християнським вченням». Хоча церква все ще вважає, що відвідувачі не повинні «відкидати або засуджувати» членів ЛГБТК-спільноти, їхня заява все ще залишається в силі та додатково обмежує своїх пасторів бути «самовизнаними, практикуючими гомосексуалістами». Через невизначеність щодо того, як Церква виглядатиме в майбутньому, почастішали заклики до окремих церков відокремитися від Об'єднаної методистської деномінації. Пандемія COVID-19 перенесла початкову Генеральну конференцію 2020 року на 2024 рік, коли присутні планують розглянути можливість зміни існуючої політики.
Єпископ Стокгольма Єва Брунне є лесбійкою Лютеранської церкви Швеції, яка перебуває в зареєстрованому партнерстві з Гуніллою Лінден, яка також є висвяченим священиком Церкви Швеції.

##### Англіканство
Англіканська церква підтримує людську сексуальність як дар від люблячого Бога, призначений для того, щоб бути між чоловіком і жінкою в моногамному, довічному шлюбному союзі. Вона також визнає самотність і посвячений целібат як Христоподібні. Вона запевняє людей з одностатевим потягом, що Бог любить їх і вітає як повноправних членів Тіла Христового. Церковне керівництво має різні погляди на гомосексуальне самовираження і рукоположення. Деякі прояви сексуальності вважаються гріховними, включаючи «розпусту, проституцію, інцест, порнографію, педофілію, хижацьку сексуальну поведінку і садомазохізм (всі вони можуть бути гетеросексуальними і гомосексуальними), перелюбство, насильство проти дружин і жіноче обрізання». Церква занепокоєна тиском на молодь, який змушує її вступати в сексуальні стосунки, і закликає до утримання.
В англіканській церкві точиться велика дискусія щодо благословення одностатевих пар і толерантності до гомосексуальності. Обговорення більше стосується аспекту любові між двома людьми однієї статі у стосунках, ніж сексуального аспекту стосунків.

##### Церква столичної громади
Церква столичної громади, також відома як Універсальне товариство церков столичної громади, має конкретну роботу з сім'ями та спільнотами лесбійок, геїв, бісексуалів і трансгендерів.

#### Рух святих останніх днів
У багатьох відгалуженнях руху Святих останніх днів головна деномінація, Церква Ісуса Христа Святих Останніх Днів (Церква LDS), викладає консервативні погляди на сексуальну етику в своєму Законі цнотливості, який стверджує, що мастурбація, до і позашлюбний секс і одностатеві стосунки є гріхами. Однак у середині 1800-х років чоловікам було дозволено одружуватися з кількома жінками та мати дітей від них, і це також було припинено наприкінці 1800-х років. У різних випадках лідери церкви LDS навчали, що члени не повинні мастурбувати як частину послуху закону LDS про цнотливість. Церква LDS вважає, що секс поза шлюбом протилежної статі є гріхом, і що будь-яка одностатева сексуальна діяльність є серйозним гріхом. Вважається, що Бог перебуває в гетеросексуальному шлюбі з Небесною Матір'ю, а мормони вірять, що шлюб протилежної статі — це те, чого Бог хоче для всіх своїх дітей. Найвищі лідери Церкви LDS раніше вчили, що потяг до осіб однієї статі є гріхом або хворобою, яку можна змінити або виправити, але зараз не мають позиції щодо етіології гомосексуальності, і вчать, що терапія зосереджена на зміні сексуальна орієнтація є неетичною. Таким чином, лесбійки, геї та бісексуали залишаються з вибором спробувати змінити свою сексуальну орієнтацію, вступити в шлюб зі змішаною орієнтацією протилежної статі або вести безшлюбний спосіб життя без будь-яких сексуальних проявів (включно з мастурбацією).:11
Церква LDS вчить, що головна роль жінки полягає у вихованні дітей. Жінки, які відкидали цю роль домашньої жінки вдома, вважалися нестабільними та зіпсованими. До 1890 року лідери мормонів навчали, що полігамія — це шлях до порятунку, і багато хто мав кількох дружин до початку 1900-х років, а деякі жінки практикували поліандрію.
Релігія мормонів вчить, що шлюб повинен бути між чоловіком і жінкою. Церква LDS вчить своїх членів дотримуватися закону цнотливості, який говорить, що «сексуальні стосунки є належними лише між чоловіком і жінкою, які легально і законно одружені як чоловік і дружина». Порушеннями цього кодексу є «перелюб, відсутність природної прихильності, хтивість, невірність, нетримання, нечисті зв'язки, нечистота, надмірна прихильність, блуд». Традиційна мормонська релігія забороняє будь-яку гомосексуальну поведінку, як у шлюбі, так і поза ним. У Римлянам 1:24-32 Павло проповідував римлянам, що гомосексуальна поведінка є гріховною. У Левит 20:13 Мойсей включив у свій закон, що гомосексуальні дії та поведінка суперечать Божій волі. У 1830-х роках засновник LDS Джозеф Сміт запровадив приватну практику полігамії. Церква захищала цю практику як питання релігійної свободи. У 1890 році церковна практика була припинена. З моменту припинення полігамії мормони вірять лише у шлюб між двома людьми, причому цими двома людьми можуть бути чоловік і жінка. Спільнота LDS заявляє, що вони як і раніше люблять гомосексуалістів як синів і дочок Господа, але якщо вони діють відповідно до своїх нахилів, то підпадають під церковну дисципліну.

#### Унітарний універсалізм
Кілька унітарних універсалістських конгрегацій здійснили низку організаційних, процедурних і практичних кроків, щоб стати визнаними «привітною конгрегацією»: конгрегацією, яка вжила конкретних заходів для прийому та інтеграції геїв, лесбійок, бісексуалів і трансгендерів (ЛГБТ). Міністри УУ здійснюють одностатеві союзи, а тепер і одностатеві шлюби, де це законно (а іноді й ні, як форма громадянського протесту). 29 червня 1984 року унітарісти-універсалісти стали першою великою церквою, яка «схвалила релігійне благословення гомосексуальних союзів».
Унітарісти-універсалісти були в авангарді роботи з легалізації одностатевих шлюбів у своїх місцевих штатах і провінціях, а також на національному рівні. Геїв, бісексуалів і лесбійок також регулярно висвячують у священики, і багато геїв, бісексуалів і лесбійок самі тепер одружилися зі своїми партнерами. У травні 2004 року церква на Арлінгтон-стріт стала місцем першого дозволеного державою одностатевого шлюбу в США. Офіційна позиція СУА — за легалізацію одностатевих шлюбів — «Стояти на боці любові». У 2004 році міністр УУ преподобна Дебра Гаффнер з Релігійного інституту сексуальної моралі, справедливості та зцілення опублікувала «Відкритий лист до релігійних лідерів щодо рівності в шлюбі», щоб підтвердити одностатеві шлюби з точки зору багатьох конфесій. У грудні 2009 року мер Вашингтона, округ Колумбія, Адріан Фенті підписав законопроект про легалізацію одностатевих шлюбів для округу Колумбія в унітарній церкві All Souls (Вашингтон, округ Колумбія).
Уніатські універсалісти за усвідомлення поліамурності — це група в рамках унітарного універсалізму, бачення якої полягає в тому, щоб «унітарний універсалізм став першою багатолюдною основною релігійною конфесією».

### Іслам

Одностатеві сексуальні стосунки незаконні
Унормування відсутнє або незрозуміле
Штрафні санкції
Довічне ув'язнення
Смертна кара на папері, але не застосовується
Смертна кара

Міжконфесійні шлюби визнаються між мусульманами та немусульманами, «людьми Писання» (зазвичай зараховуються як євреї, християни та сабійці). Згідно з традиційним тлумаченням ісламського права (шаріат), мусульманину дозволяється одружитися з християнкою чи юдейкою, але це правило не поширюється на жінок, які належать до інших немусульманських релігійних груп, тоді як мусульманка не має право одружуватися з чоловіком-немусульманином будь-якої немусульманської релігійної спільноти. Загалом Коран говорить чоловікам-мусульманам не одружуватися з жінками-немусульманками, а жінкам-мусульманкам не виходити за чоловіків-немусульманів, але чоловікам-мусульманам дозволяється одружуватися з жінками з народів людей Писання (зазвичай це євреї, християни та сабійці). Для жінок такі винятки не передбачені. Деякі мусульманські вчені не заохочують будь-які міжконфесійні шлюби, посилаючись на культурні відмінності між мусульманами та немусульманами.
У деяких суспільствах за межами традиційного дар аль-ісламу міжконфесійні шлюби між мусульманами та немусульманами не є рідкістю, включаючи шлюби, які суперечать історичному сунітському розумінню ijmāʿ (консенсусу fuqāha) щодо меж легітимності. Традиція реформістського і прогресивного ісламу, однак, дозволяє шлюб між жінками-мусульманками та чоловіками-немусульманами; Серед ісламських вчених, які дотримуються цієї точки зору, є Халіл Мухаммед, Гасан Аль-Турабі та інші. Незважаючи на те, що сунітський іслам забороняє жінкам-мусульманкам брати шлюб з чоловіками-немусульманами у міжконфесійних шлюбах, міжконфесійні шлюби між жінками-мусульманками та чоловіками-немусульманами відбуваються у значній кількості, що суперечить традиційному сунітському розумінню іджма. Сучасна традиція реформістського та прогресивного ісламу також дозволила шлюби між жінками-мусульманками та чоловіками-немусульманами, причому ісламські вчені не погоджуються з цією точкою зору, включаючи Халіля Мохаммеда та Гасана Аль-Турабі, серед інших. Сьогодні у Сполучених Штатах приблизно 10 % мусульманок одружені з немусульманами.

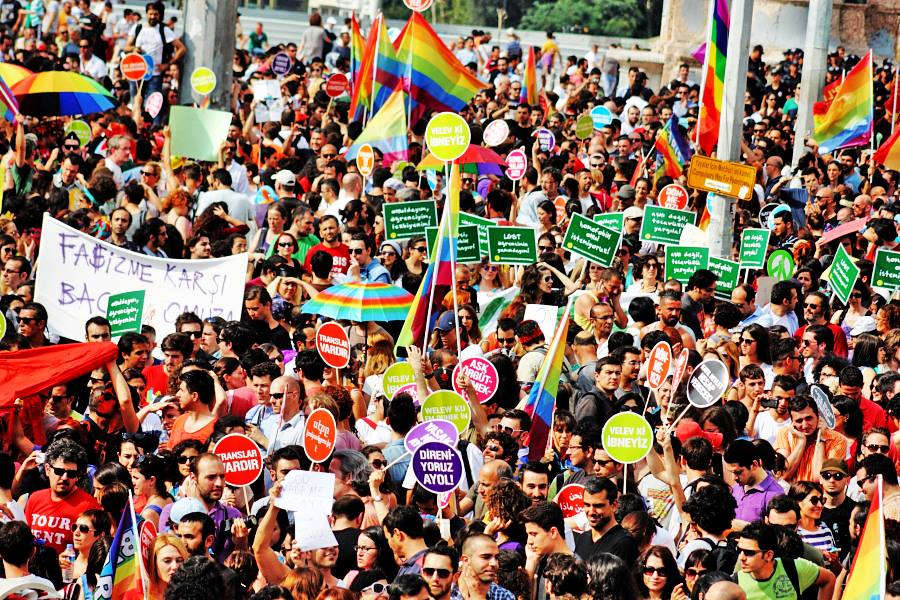
Стамбульський ЛГБТ-парад у 2013 році на площі Таксим, Стамбул, Туреччина

На ставлення до ЛГБТК+ людей та їхній досвід у мусульманському світі вплинула його релігійна, правова, соціальна, політична та культурна історія. Релігійна стигма та сексуальні табу, пов'язані з гомосексуалізмом в ісламських суспільствах, можуть мати серйозні наслідки для тих мусульман, які ідентифікують себе як ЛГБТК+. Сьогодні більшість ісламських організацій та окремих конгрегацій, які стверджують ЛГБТК, переважно базуються в західному світі та країнах Південної Азії; вони зазвичай ототожнюють себе з ліберальними та прогресивними рухами в ісламі.
Гомосексуальні акти заборонені в традиційній ісламській юриспруденції та підлягають різним покаранням, включаючи бичування, побиття камінням і смертну кару залежно від ситуації та правової школи. Проте гомосексуальні стосунки загалом толерувалися в досучасних ісламських суспільствах, і історичні записи свідчать про те, що ці закони застосовувалися рідко, головним чином у випадках зґвалтування чи іншого «винятково явного порушення суспільної моралі». Суспільне ставлення до гомосексуальності в мусульманському світі зазнало помітних негативних змін, починаючи з ХІХ століття через глобальне поширення ісламських фундаменталістських рухів, таких як салафізм і ваххабізм, і вплив сексуальних уявлень і обмежувальних норм, поширених у Європі на час: ряд країн з мусульманською більшістю зберегли кримінальні покарання за гомосексуальні акти, запроваджені під європейським колоніальним правлінням. Останнім часом надзвичайні упередження, дискримінація та насильство щодо ЛГБТ-людей зберігаються, як у соціальному, так і в правовому плані, у більшості мусульманського світу, що посилюється дедалі більш консервативним ставленням у суспільстві та зростанням ісламістських рухів у країнах з мусульманською більшістю.

### Юдаїзм

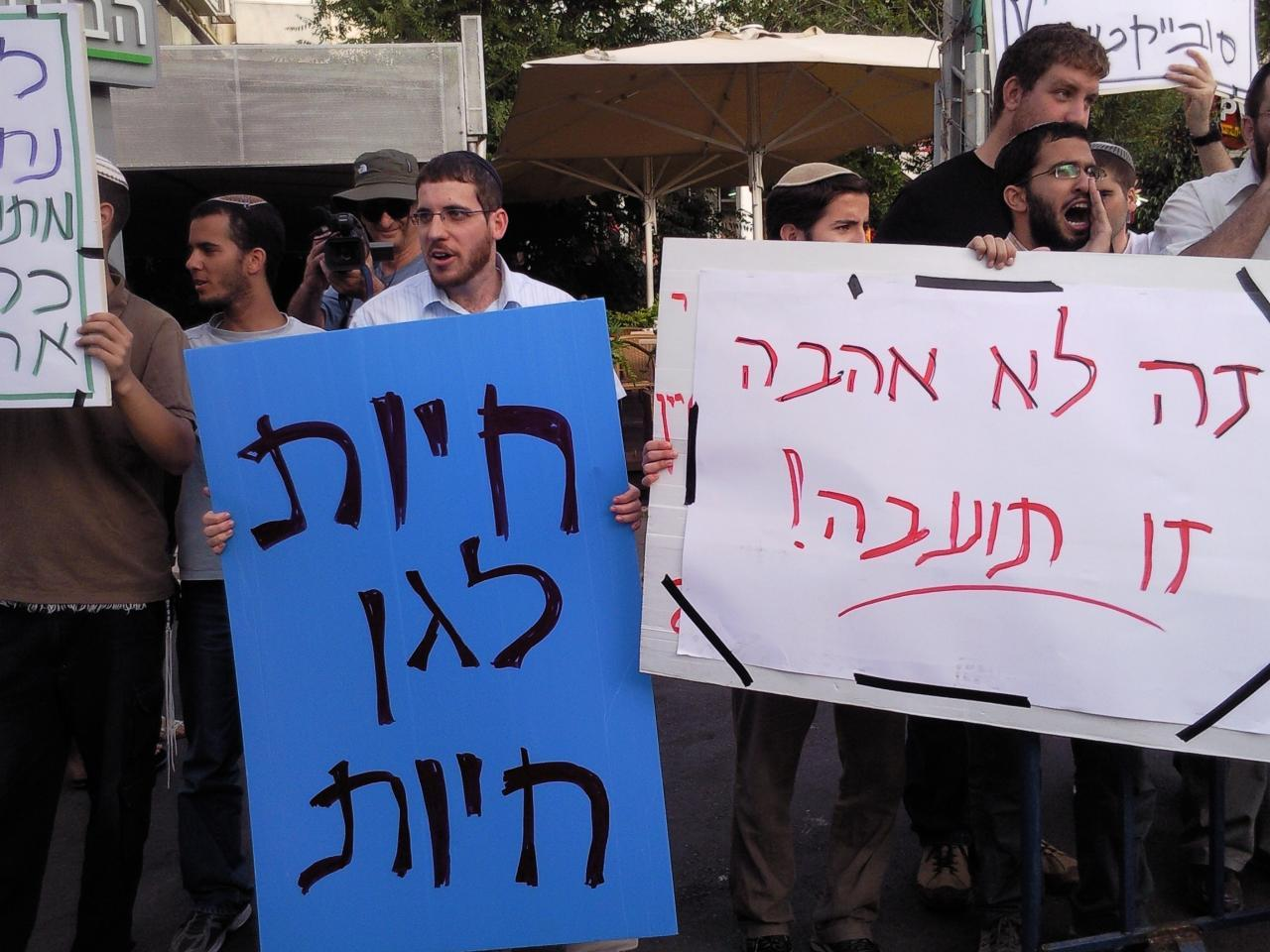
Протестуючі ортодоксальні євреї тримають знаки протесту проти ЛГБТ під час гей-параду в Хайфі, Ізраїль (2010)

З точки зору традиційного юдаїзму, секс і розмноження є найсвятішими актами, які можна зробити, актом, через який можна наслідувати Бога, і для того, щоб зберегти його святість, існує багато обмежень і вказівок. Всередині кордонів практично немає явних обмежень, і це фактично обов'язково. Він забороняє секс поза межами гетеросексуального шлюбу, підтримує біблійні обмеження стосунків у шлюбі, включаючи дотримання нідди, заборону на стосунки протягом періоду, включаючи менструальний період, і цніут, вимоги скромного одягу та поведінки. Традиційний юдаїзм розглядає фізичні акти подружньої зради, інцест, навмисне витрачання сперми, фізичні дії чоловіків, які мають секс з чоловіками, і чоловічу мастурбацію як тяжкі гріхи. Юдаїзм дозволяє відносно вільне розлучення, а ортодоксальний юдаїзм і консервативний юдаїзм, щоб розлучення було релігійно визнаним, вимагають релігійної церемонії розлучення. Всесвітні рухи в юдаїзмі, які вважаються більш ліберальними, відкинули єврейський закон як зобов'язуючий, але радше надихаючий та алегоричний, тому адаптовані перспективи, більш узгоджені із загальною сучасною західною культурою.
Більшість основного юдаїзму не сприймає поліаморію, хоча деякі люди вважають себе євреями та поліаморією. Одним із видатних рабинів, який приймає поліаморію, є Шарон Кляйнбаум, яка була висвячена в реконструкціоністському юдаїзмі, який вважає біблійний єврейський закон необов'язковим, але розглядається як цінний культурний пережиток, який слід підтримувати, якщо немає причин для протилежного. Вона є старшим рабином конгрегації Бейт Сімхат Тора в Нью-Йорку, яка працює незалежно від будь-якої великої американської єврейської конфесії; Р. Клейнбаум каже, що поліаморія — це вибір, який не виключає єврейського дотримання релігійних правил, соціально свідомого життя. Деякі багатолюбні євреї також вказують на те, що біблійні патріархи мали кількох дружин і наложниць, як доказ того, що поліамурні стосунки в юдаїзмі можуть бути священними. Існує список розсилки, присвячений поліаморним євреям, який називається AhavaRaba, що приблизно перекладається як «велике кохання» на івриті. (Його назва перегукується з молитвою Ахава рабба, яка висловлює подяку за Божу «велику любов».)

#### Ортодокси
Існує кілька рівнів дотримання фізичної та особистої скромності (цніут), згідно з ортодоксальним юдаїзмом, як випливає з різних джерел галахи. Дотримання цих правил варіюється від прагнень до обов'язкових до рутинних у всьому спектрі православних суворостей і дотримання.
Ортодоксальний юдаїзм також зберігає сувору заборону на міжконфесійні сексуальні стосунки та шлюб. Ортодоксальний юдаїзм, єдиний з усіх єврейських деномінацій, зберігає відносно помірні традиційні обмеження на розлучення, включаючи біблійну заборону Коену (нащадку священика Аарона) одружуватися з розлученою або жінкою, яка вчинила певні види сексуальних злочинів. Для визнання розлучення потрібен православний акт про розлучення.

#### Консерватори
Консервативний юдаїзм, який узгоджується зі своїм загальним поглядом на те, що галаха (єврейський закон) є обов'язковим керівництвом для єврейського життя, але підлягає періодичному перегляду рабинатом, зняв низку обмежень, яких дотримувався ортодоксальний юдаїзм. Зокрема, у грудні 2006 року Комітет консервативного юдаїзму з питань єврейського права та стандартів прийняв відповідь, в якій викладалися діаметрально протилежні погляди на проблему гомосексуальності. Він прийняв висновок, що обмежує попередню заборону на гомосексуальну поведінку лише анальним сексом між чоловіками, що він оголосив єдиною біблійною забороною, оголошуючи всі інші заборони (наприклад, оральний секс між чоловіками чи лесбійським сексом) рабинськими та скасовуючи всі рабинські обмеження, засновані на його тлумаченні талмудичного принципу Кевода га-Брійота («людська гідність»). Відмовляючись від розвитку релігійних гей-шлюбів, він дозволяв благословляти союзи лесбійок і геїв і висвячувати відкритих рабинок-лесбійок і геїв, які погоджуються не займатися анальним сексом між чоловіками. Це також традиціоналістська думка, яка підтримує всі традиційні заборони на гомосексуальну діяльність, також прийняту як думка більшості. Цей підхід дозволяє окремим рабинам, громадам і рабинським школам встановлювати власну політику щодо гомосексуальної поведінки. Він відображає глибокі зміни у порівнянні з попередньою повною забороною гомосексуальних практик чоловіків. Вона визнає різке розходження поглядів на сексуальні питання всередині консервативного юдаїзму, так що не існує єдиного консервативного єврейського підходу до питань сексуальності. Консервативний юдаїзм в даний час знаходиться на межі між ліберальними і традиційними поглядами на сексуальні питання в сучасному американському суспільстві, дозволяючи обидва погляди.
Консервативний юдаїзм зберіг у своїх книгах різноманітні вимоги та заборони, включаючи вимогу, щоб одружені жінки дотримувалися законів сімейної чистоти, і загальну заборону на позашлюбну гетеросексуальну поведінку. Закони про сімейну чистоту вимагають, щоб жінки визнавалися тумах або ніддах під час менструального періоду. Як тума, жінка повинна чекати 7 днів, поки завершиться менструальний цикл, а потім 7 «чистих днів», щоб увійти в мікву і почати сексуальні стосунки. Протягом цього часу забороняється мати будь-які контакти з ніддою, тому не можна торкатися нічого, до чого вона торкається, і забороняється будь-який фізичний контакт. У той самий день, коли Комітет з єврейського права та стандартів оприлюднив свою відповідь щодо гомосексуальності, він оприлюднив кілька думок щодо теми нідди, включаючи відповідь, яка скасовує певні традиційні обмеження на контакти між чоловіком і дружиною протягом періоду нідди, зберігаючи при цьому заборону на сексуальні стосунки. Дозволена реакція на гомосексуальність використовувала підхід консервативного руху до нідди як аналогію для вузького тлумачення біблійної заборони чоловічої гомосексуальної поведінки та скасування обмежень, які він вважав рабиністичним за своєю природою. У відповіді було зазначено, що це буде практична аналогія між підходом, згідно з яким чоловічі гомосексуальні пари повинні утримуватися від певних дій, і його підходом до нідди:
Ми очікуємо, що гомосексуальні студенти дотримуватимуться положень цієї відповіді так само, як і гетеросексуальні студенти дотримуватимуться положень Комітету з єврейського права та стандартів щодо нідахи. Ми також очікуємо, що співбесідні комісії, адміністрація, викладачі та однокурсники поважатимуть приватність і гідність студентів-геїв і лесбійок так само, як вони поважають приватність і гідність гетеросексуальних студентів.
Відповідь наказувала молодим людям не жити «безладним сексуальним життям» і готуватися до «традиційного шлюбу», якщо це можливо, при цьому явно не скасовуючи чи посилюючи будь-які чіткі обмеження щодо позашлюбної гетеросексуальної поведінки.
Навіть до цієї відповіді заборони на дошлюбні сексуальні стосунки практично ігнорувалися навіть в офіційних колах. Наприклад, коли в 1990-х роках Єврейська теологічна семінарія Америки запропонувала запровадити політику проти позашлюбного співжиття серед студентів-равинів, протести студентів-равинів, які співжили разом, призвели до повного скасування цієї політики.
Консервативний юдаїзм формально забороняє міжконфесійні шлюби, і його стандарти в даний час вказують на те, що рабин, який укладе міжконфесійний шлюб, буде вигнаний. Юдаїзм зберігає низку формальних обмежень, включаючи заборону на оголошення в синагогальних бюлетенях про народження дітей від неєврейських матерів і на прийняття неєвреїв у члени синагоги. Однак міжконфесійні шлюби відносно поширені серед консервативних мирян, і консервативний рух нещодавно адаптував політику більшої прихильності до міжконфесійних пар, сподіваючись зацікавити їхніх дітей юдаїзмом.
Консервативний юдаїзм, який протягом більшої частини ХХ століття був найбільшою єврейською деномінацією в Сполучених Штатах, у 1990-х роках різко знизився в синагогах Сполучених Штатів з 51 % членів синагог у 1990 році до 33,1 % у 2001 році, причому більша частина втрат перейшовши до ортодоксального юдаїзму, а більшість решти до реформ. Поділ думок в американському суспільстві між дедалі ліберальнішими та дедалі більш традиціоналістськими поглядами на сексуальні та інші питання, а також розрив між офіційною думкою та загальною практикою мирян у порівнянні з більш традиціоналістськими та ліберальнішими конфесіями, можливо, сприяв занепаду.

#### Реформа, ліберальний, реконструкціоністський і гуманістичний

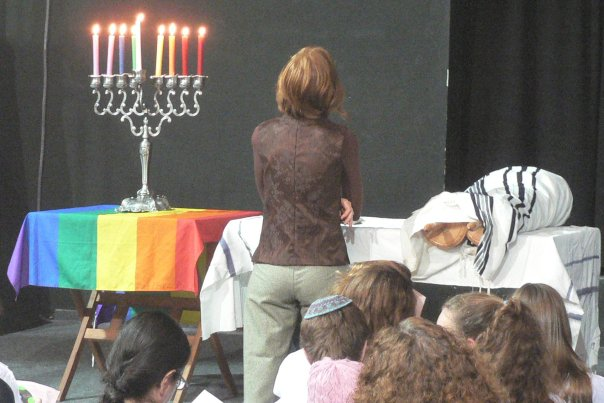
Галахічний егалітарний прайд- мін'ян у Тель-Авіві на другий шабат Хануки

Реформістський юдаїзм, гуманістичний юдаїзм і реконструкціоністський юдаїзм не дотримуються і не вимагають традиційних правил сексуальності, вітають неодружені та гомосексуальні пари та схвалюють церемонії гомосексуального зобов'язання та шлюби.
Реформістський і реконструктивний юдаїзм більш толерантний до міжконфесійних партнерств і часто явно вітає міжконфесійні сім'ї у своїх синагогах і службах. Реформаторська та ліберальна гілки юдаїзму наразі не проводять релігійні (і, отже, юридично обов'язкові) шлюбні церемонії для міжконфесійних пар; однак із жовтня 2020 року ліберальні рабини можуть благословляти міжконфесійний шлюб під хупою на свій розсуд, якщо пара має намір зберегти єврейське домогосподарство. Гуманістичний юдаїзм допускає міжконфесійні шлюби. Реформаторський, реконструкціоністський і гуманістичний юдаїзм також не вимагають релігійної церемонії розлучення окремо від цивільного розлучення.
Існує припущення, що більш толерантне ставлення реформістів, реконструкціоністів і гуманістичного юдаїзму як до сексуальної різноманітності, так і до міжконфесійних шлюбів могло сприяти зростанню їх популярності протягом 1990-х років, з приблизно 33 % пов'язаних домогосподарств до 38 %, минаючи консерваторів. Юдаїзм як найбільша єврейська деномінація в США.

## Дхармічні релігії

### Буддизм
Найпоширенішим формулюванням буддійської етики є п'ять заповідей і Благородний восьмеричний шлях, які стверджують, що людина не повинна ані бути прив'язаною до чуттєвих насолод, ані жадати їх. Ці приписи приймають форму добровільних, особистих зобов'язань, а не божественного наказу чи вказівки.
З п'яти заповідей третя обітниця полягає в утриманні від сексу з чужими чоловіком/дружиною, неповнолітніми (а саме тими, хто перебуває під захистом своїх батьків або опікунів), а також тими, хто прийняли обітницю релігійного целібату. У китайському буддизмі третя обітниця трактується як утримання від сексу поза шлюбом.
Очікується, що буддистські ченці та черниці більшості традицій утримаються від будь-якої сексуальної активності, а Будда, як кажуть, наставляв своїх послідовників уникати блудства, «наче це була яма палаючого згарища». У той час як миряни можуть займатися сексом у шлюбі, монахи взагалі не повинні мати жодної сексуальної поведінки.

### Індуїзм

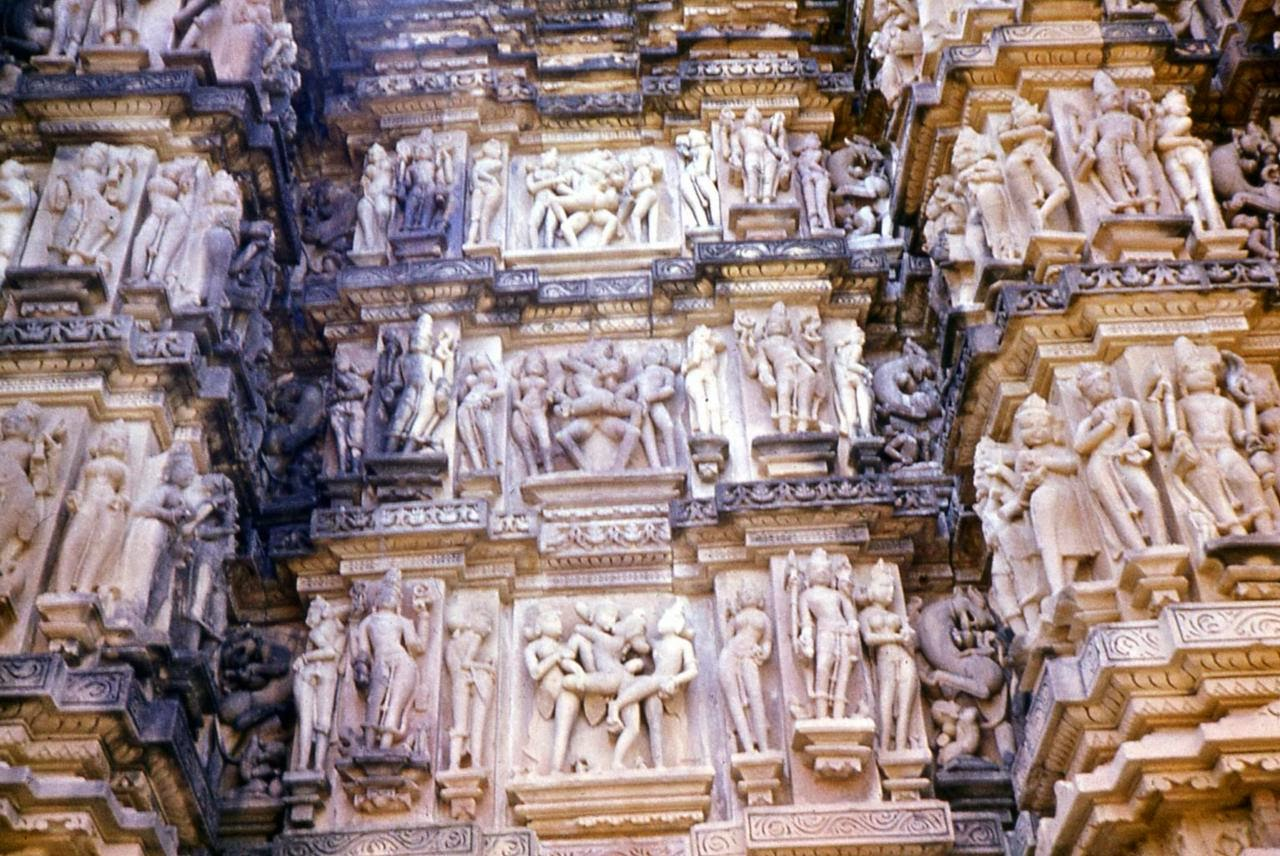
Еротичні скульптури в головних індуїстських храмах групи пам'яток Кхаджурахо

З точки зору релігії, індуїсти починають життя на стадії брахмачарії або «учня», на якій вони спрямовані на цнотливе просування в освіті та духовності, щоб підготуватися до життя, у якому просуваються їхні дхарма (суспільні, професійні, батьківські тощо) і карма (правильні земні дії); тільки коли вони досягають стадії гріхастья або «домогосподаря», вони можуть шукати каму (фізичне задоволення) і артху (світські досягнення, матеріальне процвітання) через шлюб і свої покликання відповідно.
Згідно з Дхармашастрами або релігійними юридичними текстами індуїзму, шлюб в індуїзмі є інститутом відтворення і, таким чином, природним чином обмежується гетеросексуальними парами. Крім того, заборонено секс поза шлюбом. Ману-Смріті перелічує вісім типів шлюбу, чотири з яких є за згодою та заохочуються, а чотири — за згодою та не заохочуються. Проте народні звичаї не обов'язково відображали релігійні вчення.
«Камасутра» («Промова про Каму») Ватсаяни, яка, як вважається, є лише посібником із сексуальних практик, пропонує розуміння сексуальних звичаїв, етики та суспільних правил, які були поширені в стародавній Індії. Еротичні скульптури Кхаджурахо також пропонують розуміння. Абгіг'яна Шакунталам, драма на санскриті від Калідаси, цитована як один із найкращих прикладів shringara rasa (роман, одна з дев'яти рас або емоцій), розповідає про історію кохання Душ'янти та Шакунтали.

### Сикхізм
Очікується, що дисциплінований сикх постійно контролює сексуальне бажання. Каам, або надмірна хіть, є одним із п'яти злодій, або пороків, які заважають духовній подорожі людини. Нормальна і здорова кількість сексуальності та хтивості не засуджується і не вважається каамом.

## Релігії Східної Азії

### Даосизм
У китайській міфології Цзютянь Сюаньню — богиня війни, сексу та довголіття. Вона тісно пов'язана з Суню (素女), яка є її божественною сестрою. Обидві їхні назви разом, як сюансу чжидао (玄素之道), означають даоські сексуальні практики. Більшість книжок на ім'я Цзютяня Сюаньню були про війну, але було кілька книг, які стосувалися саме сексу. Сюаньню Цзин (玄女經, «Класика загадкової жінки») і Суню Цзин (素女經, «Класика природної жінки»), обидві датовані часами династії Хань, були посібниками у формі діалогів про секс. Тексти з Сюаньнью Цзін були частково включені до видання Суню Цзин часів династії Суй. Починаючи з династії Хань, ці посібники були знайомі вищому класу. З іншого боку, під час династії Хань Ван Чун критикував сексуальне мистецтво як таке, що «не тільки завдає шкоди тілу, але й посягає на природу чоловіка і жінки». Під час династії Тан і ранніх періодів Цзютянь Сюаньню часто асоціювали з сексуальним мистецтвом. Сюаньню Цзин залишався знайомим твором серед літераторів під час династій Тан і Суй.
Кімната Дун Сюань Цзи (洞玄子房中術, «Мистецтво спальні Майстра таємниць гроту»), яке, ймовірно, було написано поетом VII століття Лю Цзунюанем, містить чіткі описи сексуальних мистецтв, які нібито були передані з Цзютянь Сюаньню. Сексуальні практики, яким нібито навчав Цзютянь Сюаньню, часто порівнювали з алхімією та фізіологічними процедурами продовження життя. У «Баопу-цзи» Ґе Хуна є уривок, у якому Цзютянь Сюаньню розповідає Хуанді, що сексуальні прийоми «подібні до змішування води та вогню — вони можуть убити або принести нове життя залежно від того, чи використовує людина правильні методи чи ні».
Кролячий Бог (кит.: 兔儿神 or 兔神), Дух Леверет — це китайське божество шеністів або даосів, яке управляє коханням і сексом між чоловіками. Його ім'я часто перекладається як «Бог-кролик». Храм Вей-Мін у районі Йонхе міста Новий Тайбей на Тайвані присвячений Туер Шен. Щороку храм відвідують близько 9000 паломників, щоб помолитися, щоб знайти відповідного партнера. У храмі Веймін також проводять церемонію кохання для гей-пар.

## Корінні релігії

### Релігії африканської діаспори
У Кандомбле, синкретичній релігії, яка в основному зустрічається в Бразилії, існує широка (хоча і не загальна) підтримка прав геїв, багато членів є ЛГБТ і укладали гей-шлюби. Практикуючі сантеріанці, переважно на Кубі, зазвичай (хоча не повсюдно) вітають ЛГБТ-членів і залучають їх до релігійних чи ритуальних заходів. Крім бразильської синкретичної релігії, будинки Умбанда загалом підтримують права ЛГБТ і укладають гей-шлюби. Гомосексуальність є релігійно прийнятною у Воду Гаїті. Лва або лоа (духи) Ерзулі Дантор і Ерзулі Фреду часто асоціюють із квір людьми та вважають їх захисниками. Лао Геде Нібо іноді зображується як жінкоподібна драг-квін і надихає тих, хто живе, на будь-яку хтиву сексуальність.

### Стародавня месопотамська релігія
Особи, які виступали проти традиційної гендерної бінарності, були сильно залучені до культу Інанни, стародавньої месопотамської богині. У шумерські часи група жерців, відома як гала, працювала в храмах Інанни, де вони виконували елегії та голосіння. Чоловіки, які ставали гала, іноді приймали жіночі імена, а їхні пісні складалися на шумерському діалекті еме-сал, який у літературних текстах зазвичай зберігається для мовлення жіночих персонажів. Деякі шумерські прислів'я, здається, припускають, що гала мала репутацію анального сексу з чоловіками. В аккадський період кургарру та ассінну були слугами Іштар, які одягалися в жіночий одяг і виконували бойові танці в храмах Іштар. Кілька аккадських прислів'їв, здається, припускають, що вони також могли мати гомосексуальні нахили. Гвендолін Лейк, антрополог, відома своїми роботами про Месопотамію, порівняла цих людей із сучасною індійською хіджрою. В одному аккадському гімні Іштар описується як перетворююча чоловіків на жінок. Деякі сучасні язичники включають Інанну у своє поклоніння.

### Доколоніальні релігії Америки

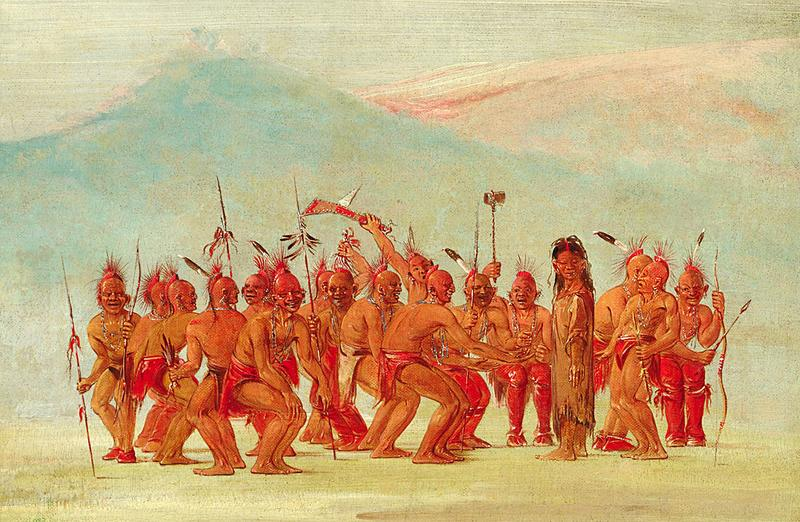
Малюнок Джорджа Кетліна (1796—1872) під час перебування на Великих рівнинах серед нації Сак і Фокс. Зображуючи групу воїнів-чоловіків, які танцюють навколо особи чоловічої статі в жіночому вбранні, некорінний художник Джордж Кетлін назвав картину «Танець під Бердаче».

Серед корінних народів Америки до європейської колонізації багато націй поважали церемоніальні, релігійні та соціальні ролі гомосексуалістів, бісексуалів і осіб, що не відповідають статтю, у своїх громадах, а також у багатьох сучасних спільнотах корінних американців і корінних народів, ці ролі все ще існують. Гомосексуальні та гендерно-варіантні люди також були поширені серед інших доконкістських цивілізацій у Латинській Америці, таких як ацтеки, майя, кечуа, моче, сапотеки та тупінамба в Бразилії, і їх приймали в їхніх різних релігіях.

## Нові релігійні рухи
З початку руху за сексуальне визволення в західному світі, який збігся з другою хвилею фемінізму та рухом за визволення жінок, започаткованим на початку 1960-х років, нові релігійні рухи та альтернативні духовності, такі як сучасне язичництво та нова Епоха почала зростати та поширюватися по всьому світу разом із перетином руху за сексуальне звільнення та контркультури 1960-х років і демонструвала характерні риси, такі як прийняття альтернативного способу життя, нетрадиційний одяг, відмова від авраамічних релігій і їхніх консервативних соціальних звичаїв, вживання канабісу та інших рекреаційних наркотиків, розслаблене ставлення, саркастична скромність або самовільна бідність і сексуальна поведінка laissez-faire. Руху за сексуальне визволення допомагали феміністські ідеологи в їхній спільній боротьбі, щоб кинути виклик традиційним уявленням про жіночу сексуальність, чоловічу сексуальність і квір- сексуальність. Усунення невиправданої прихильності до чоловіків і об'єктивізація жінок, а також підтримка права жінок вибирати своїх сексуальних партнерів без стороннього втручання чи суспільного осуду були трьома головними цілями, пов'язаними з сексуальним звільненням з феміністичної точки зору.

### Сучасне язичництво
Більшість неоязичницьких релігій мають тему родючості (як фізичної, так і творчої/духовної) як центральну частину своїх практик, і тому заохочують те, що вони вважають здоровим сексуальним життям, секс за згодою між дорослими, незалежно від статі.
Германське неоязичництво, сучасний німецький поганський рух, включає кілька про-ЛГБТ груп. Деякі групи легітимізують відкритість щодо ЛГБТ-практиків, посилаючись на тендерні дії Тора та Одіна в скандинавській міфології. Є, наприклад, гомосексуальні та трансгендерні члени The Troth, відомої американської язичницької організації. Багато язичницьких груп у Північній Європі укладають одностатеві шлюби, а група язичників, які себе називають «гомо-язичниками», марширувала на Стокгольмському прайді 2008 року, несучи статую скандинавського бога Фрейра. Дослідження виявили більшу частку практикуючих ЛГБТ у Heathenry (21 %), ніж у цілому суспільстві, хоча було зазначено, що цей відсоток був нижчим, ніж в інших формах сучасного язичництва.
Вікка, як і інші релігії, має прихильників з широким спектром поглядів, починаючи від консервативних і закінчуючи ліберальними. Це здебільшого недогматична релігія і не містить заборон на сексуальні стосунки поза шлюбом або стосунки між людьми однієї статі. Релігійна етика в основному підсумовується вікканським правилом: «Якщо нікому не зашкодиш, роби, як хочеш», що багато хто тлумачить як дозвіл і схвалення відповідальних сексуальних стосунків усіх різновидів. Зокрема, у вікканській традиції сучасного чаклунства, одній із загальноприйнятих частин ремісничої літургії, Завдання Богині вказує, що «…всі акти любові та насолоди є ритуалами [Богині]», надаючи дійсність до всіх форм сексуальної активності для практикуючих вікканок та віккіанців.
У гарднерійській та александрійській формах Вікки «Великий обряд» — це сексуальний ритуал, схожий на ієрогамію, який виконується священиком і жрицею, які, як вважають, уособлюють вікканського Бога та Богиню. Великий обряд майже завжди виконується образно, використовуючи атаму та чашу як символи пеніса та піхви. Буквальна форма ритуалу завжди виконується за згодою дорослих, парою, яка вже є коханцями, і приватно. Великий обряд не розглядається як можливість для випадкового сексу.

### Раелітизм

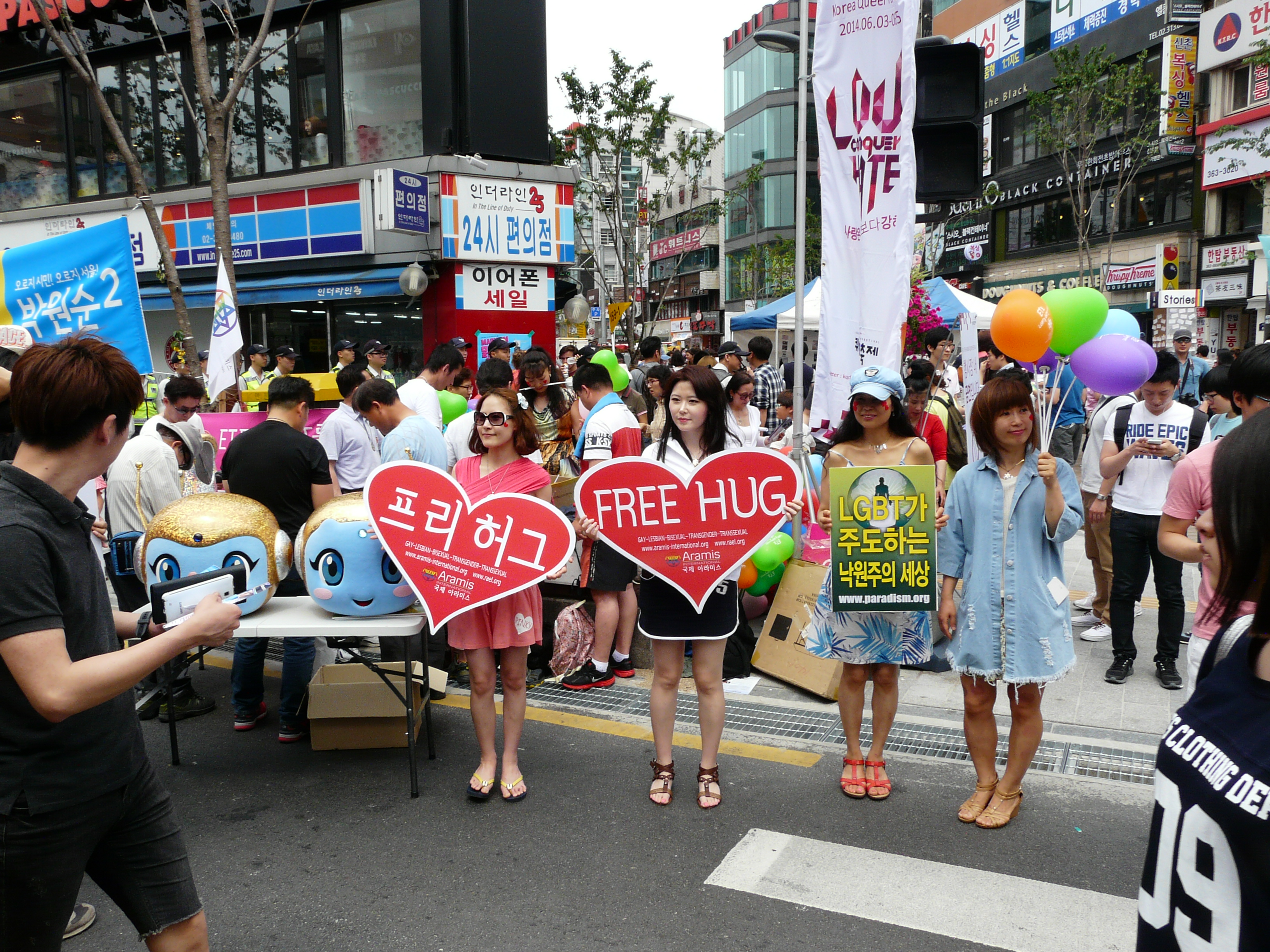
Раеліти на фестивалі корейської квір-культури (2014)

Раелітизм, міжнародний новий релігійний рух і НЛО-релігія, заснована у Франції в 1974 році, пропагує позитивний погляд на людську сексуальність, включаючи гомосексуальність. Його засновник Раель визнав одностатеві шлюби, а в прес-релізі раелітів стверджувалося, що сексуальна орієнтація є генетичною, а також порівнював дискримінацію геїв із расизмом. Деякі лідери Раелі уклали дозволені одностатеві шлюби.

### Санта Муерте
Культ Санта-Муерте — новий релігійний рух зосереджений на поклонінні Санта-Муерте, культовому образі, жіночому божестві та народному святому, який широко шанується в мексиканському неоязичництві та народному католицизмі. Уособлення смерті, вона асоціюється зі зціленням, захистом і безпечною доставкою в загробне життя її відданими. Санта-Муерте також шанується і вважається святим і захисником спільнот лесбійок, геїв, бісексуалів, трансгендерів і квірів (ЛГБТК+) у Мексиці оскільки ЛГБТК+ люди є католицька церква, євангельські церкви та мексиканське суспільство вважали їх ізгоями та ставилися до них як ізгоїв. Багато ЛГБТК+ людей просять її захистити від насильства, ненависті, хвороб і допомогти їм у пошуках кохання. До її заступництва зазвичай звертаються під час церемоній одностатевих шлюбів, які проводяться в Мексиці. Американсько-мексиканська традиційна католицька церква, також відома як церква Санта-Муерте, визнає одностатеві шлюби та проводить релігійні церемонії вінчання для гомосексуальних пар. За словами Р. Ендрю Чесната, доктора філософії з історії Латинської Америки та професора релігієзнавства, культ Санта-Муерте є єдиним новим релігійним рухом, який найшвидше розвивається в Америці.

### Сатанізм
Сатанізм Ла-Вея критично ставиться до сексуальних звичаїв Авраама, вважаючи їх вузькими, обмежувальними та лицемірними. Секс розглядається як поблажливість, але в неї можна вільно вступати лише за згодою. Одинадцять сатанинських правил Землі дають лише дві інструкції щодо сексу, а саме: «Не займайтеся сексуальними домаганнями, якщо вам не дадуть сигналу до спаровування» та «Не завдавайте шкоди маленьким дітям», хоча останнє є набагато ширшим і включає фізичне та інше насильство. Це завжди було незмінною частиною політики Церкви Сатани з моменту її заснування в 1966 році, як писав Пітер Х. Гілмор в есе на підтримку одностатевих шлюбів:
Нарешті, оскільки деякі люди намагаються припустити, що наше ставлення до сексуальності - це «все, що завгодно», незважаючи на наш заявлений базовий принцип «відповідальність перед відповідальними», ми повинні повторити ще один фундаментальний диктат: Філософія Церкви Сатани суворо забороняє сексуальну активність з дітьми, а також з тваринами, що не є людьми.
Сатаністи є плюралістами, приймаючи геїв, лесбійок, бісексуалів, БДСМ, поліамористів, трансгендерів і асексуалів. У цьому есе він також зазначив:
Церква Сатани є першою церквою, яка повністю приймає членів незалежно від сексуальної орієнтації, і тому ми підтримуємо весілля/цивільні союзи між повнолітніми партнерами, незалежно від того, чи вони протилежної статі, чи однакової. Якщо між партнерами є кохання і вони бажають будувати стосунки, ми підтримуємо їхнє прагнення до юридично визнаного партнерства, а також права і привілеї, які випливають з такого союзу.
Антифашистські організації, кілька британських політиків і засоби масової інформації висунули заяви про те, що Орден дев'яти кутів потурає та заохочує сексуальне насильство, і це було названо однією з причин, чому O9A має бути заборонено британським урядом. Багато членів O9A відкрито розглядають зґвалтування як ефективний спосіб підірвати суспільство, порушуючи його норми. White Star Acception скоює зґвалтування за їхнім власним визнанням, а тексти O9A, такі як «The Dreccian Way», «Iron Gates», «Bluebird» і «The Rape Anthology», рекомендують і вихваляють зґвалтування та педофілію, навіть припускаючи, що зґвалтування є необхідним для «вознесіння уберменшів». Щоб підвищити ранг, член ONA повинен здійснити напади, найбільш рекомендованими є самосуд і сексуальне насильство. Матеріали, що пропагують педофілію, також з'явилися у внутрішньому журналі ONA Fenrir. Як повідомляє BBC News, «влада стурбована кількістю педофілів, пов'язаних з ONA».

### Мунізм
Погляди на сексуальність у Церкві Об'єднання, заснованій Мун Сон Мьоном, кардинально відрізняються від традиційних релігій і є центральним елементом її теології. «Виклад Божого Принципу» пропонує унікальне трактування біблійної історії про гріхопадіння. Згідно з цим вченням, воно відбулося у два етапи і мало сексуальну природу:
1. Духовне гріхопадіння: Архангел Люцифер, спонукуваний заздрістю до любові Бога до Адама, спокусив Єву, що призвело до незаконного духовного сексуального зв'язку між ними. У цьому контексті «дерево пізнання добра і зла» символізує саму Єву, «плід» — її любов, а «заповідь» — наказ дотримуватися цнотливості.
2. Фізичне гріхопадіння: Єва, намагаючись позбутися гріха і повернутися до Бога, передчасно вступила у фізичні стосунки з Адамом, ще до того, як вони досягли духовної зрілості та отримали Боже благословення на шлюб.

Таким чином, первородний гріх, на думку послідовників, полягав не просто в непослуху, а у зловживанні любов'ю. Цей акт, що відбувся з центром на сатані, а не на Бозі, став початком «сатанинської кровної лінії», яку, як вважається, успадкувало все людство.
З концепції гріхопадіння випливає вчення про святість статевих органів — «абсолютну статевість» (англ. absolute sex). Мун Сон Мьон навчав, що статеві органи є «найсвятішим місцем», де відбувається зустріч і єднання з Богом та продовжується Його родовід. Тому їх використання поза Божим ідеалом — тобто дошлюбні стосунки, подружня зрада й розпуста — вважаються найтяжчим гріхом. Церква Об'єднання вимагає від своїх послідовників суворого утримання від сексуальних стосунків до шлюбу. Це розглядається як особиста відповідальність кожної людини, що є частиною відновлення чистоти, втраченої Адамом і Євою.
Центральним ритуалом у житті послідовників є церемонія Благословення, яка являє собою масове вінчання. Ця церемонія має глибоке теологічне значення: через неї пари символічно «відрізаються» від сатанинської кровної лінії та «прищеплюються» до Божого родоводу, початком якого є «Істинні Батьки» — сам Мун та його дружина Хан Хак Джа. Благословення включає кілька етапів, зокрема період утримання після церемонії (зазвичай 40 днів) та Триденну церемонію — спеціальний ритуал, який знаменує собою консумацію шлюбу і вважається актом відновлення чистоти стосунків, протилежним гріхопадінню.
В рамках благословенного шлюбу дозволяються різноманітні сексуальні позиції, за винятком анального сексу, який вважається неприйнятним. Сексуальна близькість у шлюбі розглядається як священний акт, який сприяє побудові мирного світу. Мун говорив, що благословенні подружжя мають спати в одному ліжку повністю голими. Він наголошував, що такий звичай символічно «відновлює стан безгрішних Адама і Єви» й унеможливлює тривалі подружні конфлікти. Церква Об'єднання займає різко негативну позицію щодо порнографії, вважаючи її руйнівною для любові та сім'ї, а також категорично відкидає гомосексуальність як порушення Божого ідеалу творення.
Муністи пропагують освітні програми «Чистота до шлюбу і вірність у шлюбі», спрямовані на молодь. Згідно з вченням, місія благословенних сімей — виховувати своїх дітей у дусі цнотливості та вірності, поширюючи у світі ідеал «небесної сім’ї» як моделі для розв'язання соціальних проблем та побудови миру.

## Західна езотерика та окультизм

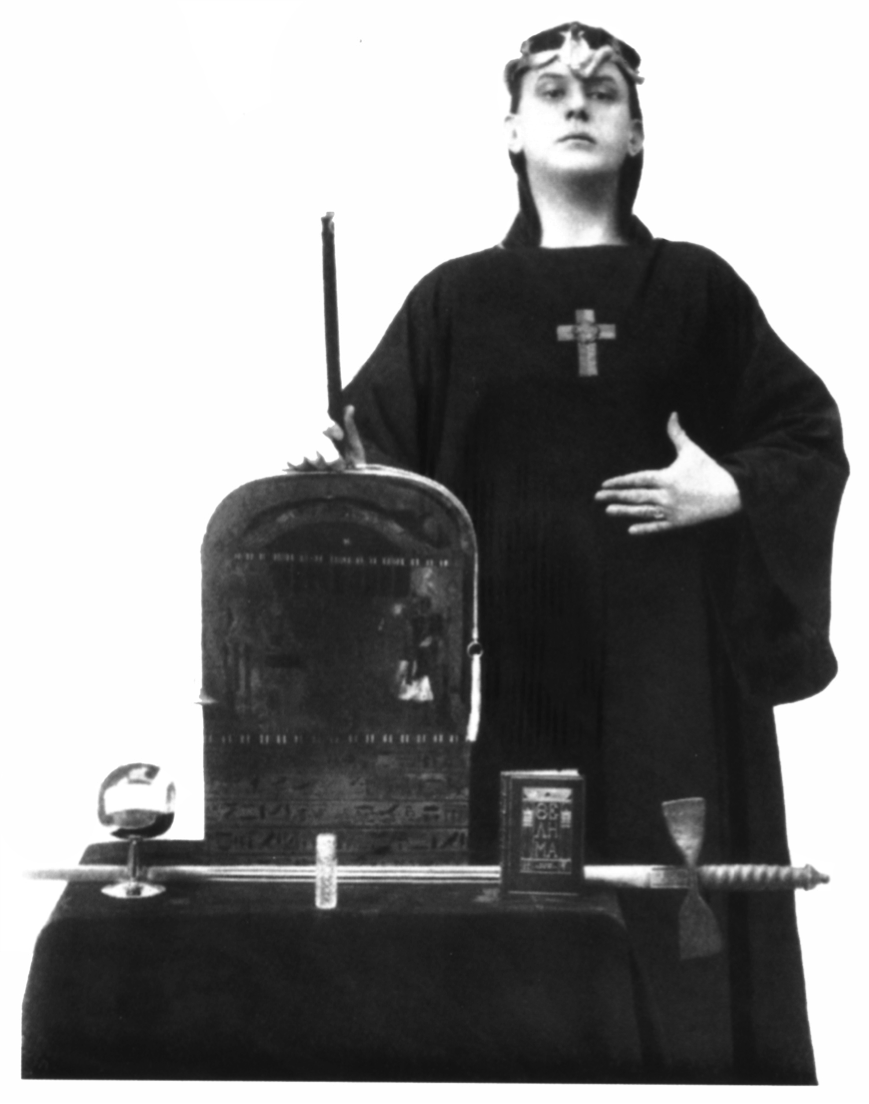
Алістер Кроулі в парадному вбранні, фотографія 1912 року

Сексуальна магія — це термін для різних типів сексуальної активності, що використовується в магічних, ритуальних чи інших релігійних і духовних пошуках, що зустрічаються в західній езотериці, яка є широким спектром духовних традицій, що зустрічаються в західному суспільстві, або відноситься до колекції містичних, езотеричних знання західного світу. Однією з практик сексуальної магії є використання енергії сексуального збудження або оргазму з візуалізацією бажаного результату. Передумовою сексуальної магії є концепція, згідно з якою сексуальна енергія є потужною силою, яку можна використати, щоб вийти за межі реальності, яку людина зазвичай сприймає. Найперші відомі практичні вчення про сексуальну магію в західному світі походять від американського окультиста ХІХ століття Пасхала Беверлі Рендолфа під заголовком «Таємниці Юліса». У другій половині ХІХ століття сексуальна реформаторка Іда Креддок опублікувала кілька праць, присвячених сакральній сексуальності, зокрема «Небесні наречені» та «Психічний шлюб». Алістер Кроулі зробив огляд «Небесних наречених» на сторінках свого журналу «Рівнодення», зазначивши:
Це був один із найвидатніших людських документів, які коли-небудь створювали, і він, безперечно, повинен знайти звичайного видавця у формі книги. Авторка МС. стверджує, що вона була дружиною ангела. Вона максимально докладно викладає філософію, пов'язану з цією тезою. Її навчання величезне. […]

 Ця книга має неоціненну цінність для кожного, хто вивчає окультні науки. Жодна бібліотека Magick не обходиться без нього.
Після публікації «Книги брехні» між 1912 і 1913 роками Алістер Кроулі почав співпрацювати з Теодором Реуссом і Орденом Східних тамплієрів. Відповідно до розповіді Кроулі, Ройсс підійшов до нього і звинуватив його в розкритті найпотаємнішої (сексуальної) таємниці ОСТ в одному із загадкових розділів цієї книги. Коли Ройсу стало зрозуміло, що Кроулі зробив це ненавмисно, він ініціював Кроулі в IX° (дев’ятий ступінь) ОСТ і призначив його «Суверенним Великим Генерал-магістром Ірландії, Іони та всієї Британії».
Хоча OСТ з самого початку включав вчення про сексуальну магію до найвищих ступенів Ордену, коли Кроулі став головою Ордену, він розширив ці вчення та пов'язав їх з різними ступенями так:
- VIII°: навчали мастурбаційним або аутосексуальним магічним технікам, які називають Малою роботою Сола
- IX°: навчали гетеросексуальних магічних прийомів
- XI°: навчали магічних прийомів анального статевого акту.

Г'ю Урбан, професор порівняльного релігієзнавства в Університеті штату Огайо, зазначив, що Кроулі наголошує на сексі як на «вищій магічній силі». За словами Кроулі:
«Книга Закону» повністю вирішує сексуальну проблему. Кожна людина має абсолютне право задовольняти свій статевий інстинкт так, як це є фізіологічно прийнятним для неї. Єдина заборона полягає в тому, щоб ставитися до всіх таких актів як до таїнств. Не слід їсти, як тварини, але для того, щоб мати можливість виконувати свою волю. Те саме стосується і сексу. Ми повинні використовувати кожну здібність для того, щоб сприяти єдиній меті нашого існування.

### Цитування
1. ↑  Urban, Hugh B. (2010). Chapter 4 – The Sacrifice of Desire: Sexual Rites and the Secret Sacrifice. The Power of Tantra: Religion, Sexuality, and the Politics of South Asian Studies. London and New York City|New York: I.B. Tauris. с. 99—124. doi:10.5040/9780755625185.ch-004. ISBN 978-0-7556-2518-5.
2. ↑  George P. Murdock. «On the universals of culture». In: Linton (ed), The Science of Man in the World Crisis (1945).
3. ↑  Alice Ann Cleaveland, Jean Craven, Maryanne Danfelser. Universals of Culture. Center for Global Perspectives, 1979.
4. ↑  A systematic review of the relationship between religion and attitudes toward transgender and gender-variant people. International Journal of Transgenderism. Taylor & Francis. 20 (1): 21—38. February 2019. doi:10.1080/15532739.2018.1545149. ISSN 1553-2739. LCCN 2004213389. OCLC 56795128. PMC 6830999. PMID 32999592. Багато релігій ґрунтуються на вченні про мир, любов і толерантність, а отже, принаймні на основі цих специфічних вчень, ці релігії сприяють міжгруповій просоціальності. Однак дослідження релігійних і соціальних установок парадоксальним чином показали, що релігія, як правило, є предиктором міжгрупової антисоціальності, або, іншими словами, релігія має тенденцію передбачати більшість форм упереджень. Якщо концептуалізувати релігію в термінах категоричної релігійної приналежності (тобто християнської, мусульманської, юдейської тощо), то релігійні особи, як правило, повідомляють про більш негативне ставлення до різних соціальних груп, ніж особи, які не є релігійно приналежними. [...] Крім того, більшість авраамічних релігій (наприклад, іудаїзм, християнство та іслам) містять догми, згідно з якими відповідне божество створило людство з осіб, які ідеально вписалися в гендерну бінарність (наприклад, Адам і Єва), і, таким чином, релігії можуть прищеплювати цисгендерну нормативність особам, які приписують собі їхні доктрини.
5. ↑  Graham, Philip (2017). Male Sexuality and Pornography. Men and Sex: A Sexual Script Approach. Cambridge and New York: Cambridge University Press. с. 250—251. doi:10.1017/9781316874998.013. ISBN 9781107183933. LCCN 2017004137. Патріархальні переконання стверджують «природну» вищість чоловіків, які мають право на лідерство в сім'ї та суспільному житті. Такі переконання походять, зокрема, з авраамічних релігій. Патріархальні погляди на сексуальну поведінку є змішаними і непослідовними. З одного боку, вони включають ідею про те, що через свою природну неповноцінність жінки гірше контролюють свої статеві потяги, а тому по суті є хтивими, з постійним прагненням до сексу. Це переконання призводить до міфу про зґвалтування - навіть коли жінки чинять опір сексуальним домаганням, вони використовують їх лише як засіб спокушання. З іншого боку, патріархальні переконання також диктують, що жінки, на відміну від чоловіків, від природи покірні і мало цікавляться сексом, тому чоловіки мають «природне» право на статевий акт незалежно від того, хочуть цього жінки чи ні.
6. 1 2 3 4 5 6 7 8  Mbuwayesango, Dora R. (2016). Part III: The Bible and Bodies – Sex and Sexuality in Biblical Narrative. У Fewell, Danna N. (ред.). The Oxford Handbook of Biblical Narrative. Oxford and New York: Oxford University Press. с. 456—465. doi:10.1093/oxfordhb/9780199967728.013.39. ISBN 9780199967728. LCCN 2015033360.
7. 1 2 3 4 5 6  Carey, Lindsay B., ред. (June 2003). Religion and Sexuality: The Perversion of a Natural Marriage. Journal of Religion and Health. Springer Verlag. 42 (2): 101—109. doi:10.1023/A:1023621612061. ISSN 1573-6571. JSTOR 27511667.
8. 1 2  Sauer, Michelle M. (2015). The Unexpected Actuality: “Deviance” and Transgression. Gender in Medieval Culture. London: Bloomsbury Academic. с. 74—78. doi:10.5040/9781474210683.ch-003. ISBN 978-1-4411-2160-8.
9. 1 2  Gnuse, Robert K. (May 2015). Seven Gay Texts: Biblical Passages Used to Condemn Homosexuality. Biblical Theology Bulletin. SAGE Publications on behalf of Biblical Theology Bulletin Inc. 45 (2): 68—87. doi:10.1177/0146107915577097. ISSN 1945-7596.
10. ↑  Gilbert, Kathleen (29 вересня 2008). Bishop Soto tells NACDLGM: 'Homosexuality is Sinful'. Catholic Online. Архів оригіналу за 30 вересня 2008.
11. ↑  Robinson, Gene; Krehely, Jeff; Steenland, Sally (8 грудня 2010). What are Religious Texts Really Saying about Gay and Transgender Rights?. Center for American Progress. Процитовано 30 березня 2021.
12. ↑  Modisane, Cameron (15 листопада 2014). The Story of Sodom and Gomorrah was NOT About Homosexuality. News24. Процитовано 30 березня 2021.
13. ↑  Doerfler, Maria E. (2016). Coming Apart at the Seams: Cross-dressing, Masculinity, and the Social Body in Late Antiquity. У Upson-Saia, Kristi; Daniel-Hughes, Carly; Batten, Alicia J. (ред.). Dressing Judeans and Christians in Antiquity (вид. 1st). London and New York: Routledge. с. 37—51. doi:10.4324/9781315578125-9. ISBN 9780367879334. LCCN 2014000554. OCLC 921583924.
14. ↑  Hunter, David G. (2015). Celibacy Was "Queer": Rethinking Early Christianity. У Talvacchia, Kathleen T.; Pettinger, Michael F.; Larrimore, Mark (ред.). Queer Christianities: Lived Religion in Transgressive Forms. New York and London: NYU Press. с. 13—24. ISBN 9781479851812. JSTOR j.ctt13x0q0q.6. LCCN 2014025201.
15. ↑  Frost, Natasha (2 березня 2018). A Modern Controversy Over Ancient Homosexuality. Atlas Obscura (англ.). Процитовано 24 квітня 2021.
16. ↑  McClain, Lisa (10 квітня 2019). A thousand years ago, the Catholic Church paid little attention to homosexuality. The Conversation (англ.). Процитовано 24 квітня 2021.
17. ↑  Geissinger, Ash (2021). Applying Gender and Queer Theory to Pre-modern sources. У Howe, Justine (ред.). The Routledge Handbook of Islam and Gender (вид. 1st). London and New York: Routledge. с. 101—115. doi:10.4324/9781351256568-6. ISBN 978-1-351-25656-8.
18. 1 2 3 4  Schmidtke, Sabine (June 1999). Homoeroticism and Homosexuality in Islam: A Review Article. Bulletin of the School of Oriental and African Studies (University of London). Cambridge: Cambridge University Press. 62 (2): 260—266. doi:10.1017/S0041977X00016700. eISSN 1474-0699. ISSN 0041-977X. JSTOR 3107489.
19. 1 2 3  Murray, Stephen O. (1997). The Will Not to Know: Islamic Accommodations of Male Homosexuality. У Murray, Stephen O.; Roscoe, Will (ред.). Islamic Homosexualities|Islamic Homosexualities: Culture, History, and Literature. New York and London: NYU Press. с. 14—54. doi:10.18574/nyu/9780814761083.003.0004. ISBN 9780814774687. JSTOR j.ctt9qfmm4. OCLC 35526232.
20. 1 2  Rowson, Everett K. (October 1991). The Effeminates of Early Medina (PDF). Journal of the American Oriental Society. American Oriental Society. 111 (4): 671—693. CiteSeerX 10.1.1.693.1504. doi:10.2307/603399. ISSN 0003-0279. JSTOR 603399. LCCN 12032032. OCLC 47785421. Архів оригіналу (PDF) за 1 жовтня 2008. Процитовано 7 листопада 2021.
21. ↑  Universal House of Justice (1992). The Kitáb-i-Aqdas. Wilmette, Illinois, USA: Baháʼí Publishing Trust. с. 191. ISBN 978-0-85398-999-8.
22. ↑  Bahá'u'lláh (1992). The Kitáb-i-Aqdas. Wilmette, Illinois, USA: Baháʼí Publishing Trust. с. 26. ISBN 978-0-85398-999-8.
23. ↑  Baháʼu'lláh, Wikipedia (англ.), 22 вересня 2022, процитовано 22 вересня 2022
24. 1 2  Section I.10 - Human Sexuality. anglicancommunion.org. Процитовано 4 січня 2020.
25. ↑  Tuovinen, Liisa (Sexuality in Different Cultures, 2008), p. 15.
26. ↑  Boswell, John (1996). The Marriage of Likeness: Same-Sex Unions in Pre-Modern Europe. Fontana. ISBN 9780006863267. Процитовано 20 квітня 2021.
27. ↑  Guy Bechtel, The Four Women of God, Zeta Editorial, ISBN 978-84- 96778 -78-8
28. ↑  [[|1 Corinthians]] 7:8–9NRSV
29. ↑  Bible Gateway passage: 1 Corinthians 7 – New International Version. Bible Gateway.
30. 1 2  Jennifer Wright Knust (9 листопада 2005). Abandoned to Lust: Sexual Slander and Ancient Christianity. Columbia University Press. с. 51, 67, 78. ISBN 978-0-231-51004-2.
31. ↑  Communion and Koinonia: Pauline Reflections on Tolerance and Boundaries. Ntwrightpage.com. 12 липня 2016. Процитовано 30 червня 2017.
32. ↑  1 Corinthians 7 – Concerning Married Life – Now for the. Bible Gateway. Процитовано 30 червня 2017.
33. ↑  Church at Corinth. bibleodyssey.org. Архів оригіналу за 25 липня 2022. Процитовано 25 липня 2022.
34. ↑  Lee Gatiss (2005). The Issue of Pre-Marital Sex. The Theologian.
35. ↑  Anderson, Gary (April 1989). Celibacy or Consummation in the Garden? Reflections on Early Jewish and Christian Interpretations of the Garden of Eden. Harvard Theological Review. 82 (2): 121—148. doi:10.1017/S0017816000016084.
36. ↑  Genesis 1:28
37. ↑  St. Gregory of Nyssa, «Contra fornicarios oratio,» trans. by William Moore & Henry Austin Wilson, in Philip Schaff & Henry Wace, eds., Nicene & Post-Nicene Fathers, Second Series № 5 (Buffalo, N.Y.: Christian Literature Publishing, 1893) [revised & edited for New Advent by Kevin Knight (2017), "Church Fathers: On Virginity, " accessed 2019‑10‑07].
38. ↑  CHURCH FATHERS: Against Heresies, III.22 (St. Irenaeus). Newadvent.org. Процитовано 30 червня 2017.
39. ↑  CHURCH FATHERS: Dialogue with Trypho, Chapters 89-108 (Justin Martyr). Newadvent.org. Процитовано 30 червня 2017.
40. ↑  Elaine Pagels (5 жовтня 2011). Adam, Eve, and the Serpent: Sex and Politics in Early Christianity. Knopf Doubleday Publishing Group. с. xvii—xix. ISBN 978-0-307-80735-9.
41. ↑  Keenan, James F. (17 січня 2010). A History of Catholic Moral Theology in the Twentieth Century: From Confessing Sins to Liberating Consciences. A&C Black. с. 45. ISBN 978-0-8264-2929-2.
42. ↑  CATHOLIC ENCYCLOPEDIA: Sacrament of Marriage. Newadvent.org. 1 жовтня 1910. Процитовано 30 червня 2017.
43. 1 2  Feige, Diana; Feige, Franz G M. (1 березня 1995). Love, Marriage, and Family in Puritan Society. Dialogue & Alliance. 9 (1): 96—114.
44. ↑  Arthur J. Mielke (1995). Christians, Feminists, and the Culture of Pornography. University Press of America. с. 59. ISBN 9780819197658. Процитовано 30 червня 2017.
45. ↑  Catechism. Usccb.org. 14 серпня 2015. Архів оригіналу за 21 серпня 2008. Процитовано 30 червня 2017.
46. ↑  Persona Humana:Declaration on Certain Questions Concerning Sexual Ethics, Section IX. Sacred Congregation for the Doctrine of the Faith. 29 грудня 1975. Процитовано 29 серпня 2006.
47. ↑  Pope John Paul II (29 жовтня 1980). General Audience, 6. L'Osservatore Romano. Процитовано 15 вересня 2006.
48. ↑  Theology of Marriage and Celibacy, Boston, St. Paul Books and Media 1986
49. ↑  Christopher West. John Paul II's Theology of the Body. Catholic Education Resource Center. Процитовано 29 вересня 2009.
50. ↑  Cardinal Seper, Franjo (29 грудня 2005). Persona Humana: Declaration on certain questions concerning sexual ethics. § IX. The Roman Curia. Процитовано 23 липня 2008.
51. ↑  Stances of Faiths on LGBTQ Issues: Roman Catholic Church. Human Rights Campaign (амер.). Процитовано 10 травня 2022.
52. ↑  Susan C. Karant-Nunn and Merry E. Wiesner-Hanks (2003). Luther on Women. Cambridge University Press. с. 11. ISBN 978-0-521-65884-3. Процитовано 5 червня 2014.
53. ↑  Helm, Paul (July 2006). Sex, Marriage, and Family in John Calvin's Geneva, Volume 1: Courtship, Engagement, and Marriage. Reformation21. ISBN 9780802848031. Процитовано 3 жовтня 2014.
54. ↑  France, Marc Pernot, pasteur de l'Eglise Protestante Unie de. xxx. Архів оригіналу за 20 вересня 2016. Процитовано 17 вересня 2016.
55. ↑  France, Marc Pernot, pasteur de l'Eglise Protestante Unie de. J'ai du mal à trouver la paix après une aventure avec un homme qui ne m'aimait pas ?. Архів оригіналу за 20 вересня 2016. Процитовано 17 вересня 2016.
56. ↑  A Social Statement on Human Sexuality: Gift and Trust (PDF). Evangelical Lutheran Church in America. 19 серпня 2009. Архів (PDF) оригіналу за 10 жовтня 2022.
57. ↑  Position zur Masturbation. Fragen.evangelisch.de (нім.). 30 травня 2013. Процитовано 30 червня 2017.
58. ↑  Reaction to sex report pours in on Lutherans. National Catholic Reporter. 30 (3): 12. November 1993.
59. ↑  Presbyterians and Human Sexuality 1991. Pcusa.org. Процитовано 30 червня 2017.
60. ↑  Is masturbation a sin? | Questions & Answers. Christianity.net.au. Архів оригіналу за 1 липня 2017. Процитовано 30 червня 2017.
61. ↑  La masturbation est-elle un péché ?. Oratoiredulouvre.fr. Архів оригіналу за 7 липня 2017. Процитовано 30 червня 2017.
62. ↑  Verläßlichkeit und Verantwortung stärken (German) . 2000.
63. 1 2  SWEDEN: Lesbian priest ordained as Lutheran bishop of Stockholm. Episcopal News Service. Архів оригіналу за 2 січня 2010. Процитовано 24 червня 2011.
64. ↑  - Eine neue evangelische Sexualethik. Deutschlandfunk Kultur.
65. ↑  Sexualität: Sex auf Evangelisch. Die Zeit. 8 серпня 2015. Архів оригіналу за 3 грудня 2024. Процитовано 20 лютого 2025. (нім.)
66. 1 2 3 4  What is the Church's position on homosexuality?. The United Methodist Church (англ.). Процитовано 20 вересня 2022.
67. ↑  GC2016 tackling 44-year stance revised. United Methodist News Service (англ.). Архів оригіналу за 20 вересня 2022. Процитовано 20 вересня 2022.
68. ↑  Vernon, Mark (January 2006). A church at war: Anglicans and homosexuality. Theology & Sexuality: 220—222.
69. ↑  Metropolitan Community Churches - The Inclusive Church - All are welcome. Mccchurch.org. Процитовано 30 червня 2017.
70. ↑  An Ethical Mormon Life. bbc.co.uk. BBC. Архів оригіналу за 19 грудня 2016.
71. ↑  Malan, Mark Kim; Bullough, Vern (December 2005). Historical development of new masturbation attitudes in Mormon culture: Silence, secular conformity, counterrevolution, and emerging reform. Sexuality and Culture. 9 (4): 80—127. CiteSeerX 10.1.1.597.8039. doi:10.1007/s12119-005-1003-z.
72. ↑  Packer, Boyd (1976), To Young Men Only (PDF), LDS Church, архів оригіналу (PDF) за 11 березня 2016
73. ↑  For the Strength of Youth (вид. 7). Salt Lake City, Utah: The Church of Jesus Christ of Latter-day Saints. 1990.
74. ↑  Kimball, Spencer (1980), President Kimball Speaks Out on Morality
75. ↑  Kimball, Spencer (1969), The Miracle of Forgiveness, Bookcraft, с. 25, 77—78, 182, ISBN 978-0-88494-192-7
76. ↑  Featherstone, Vaughn. A Self-Inflicted Purging. ChurchofJesusChrist.org. LDS Church. Процитовано 3 лютого 2017.
77. ↑  McConkie, Bruce R. (1958). Mormon Doctrine. Deseret Book. с. 610, 708.
78. 1 2  Bradshaw, William S.; Heaton, Tim B.; Decoo, Ellen; Dehlin, John P.; Galliher, Renee V.; Crowell, Katherine A. (May 2015). Religious Experiences of GBTQ Mormon Males: Religious Experiences of GBTQ Mormon Males. Journal for the Scientific Study of Religion. 54 (2): 311—329. doi:10.1111/jssr.12181.
79. ↑  Interview With Elder Dallin H. Oaks and Elder Lance B. Wickman: "Same-Gender Attraction". Mormon Newsroom. LDS Church. Процитовано 9 листопада 2016. «The Church does not have a position on the causes of any of … same-gender attraction. Those are scientific questions … Whether nature or nurture—those are things the Church doesn't have a position on.»
80. ↑  Seeking Professional Help. mormonandgay.lds.org. LDS Church. Архів оригіналу за 22 липня 2019. Процитовано 25 травня 2017. «[I]t is unethical to focus professional treatment on an assumption that a change in sexual orientation will or must occur.»
81. ↑  Phillips, Rick (2005). Conservative Christian Identity & Same-Sex Orientation: The Case of Gay Mormons (PDF). Frankfurt, Germany: Peter Lang Publishing. ISBN 978-0820474809. Архів оригіналу (PDF) за 18 квітня 2017. Процитовано 31 травня 2017.
82. 1 2  Dunfey, Julie (1984). 'Living the Principle' of Plural Marriage: Mormon Women, Utopia, and Female Sexuality in the Nineteenth Century. Feminist Studies. 10 (3): 523—536. doi:10.2307/3178042. JSTOR 3178042. {{cite journal}}: |hdl-access= вимагає |hdl= (довідка)
83. ↑  Plural Marriage in Kirtland and Nauvoo. ChurchofJesusChrist.org. LDS Church. See footnote 29.
84. ↑  Dehlin, John P.; Galliher, Renee V.; Bradshaw, William S.; Crowell, Katherine A. (3 липня 2014). Psychosocial Correlates of Religious Approaches to Same-Sex Attraction: A Mormon Perspective. Journal of Gay & Lesbian Mental Health. 18 (3): 284—311. doi:10.1080/19359705.2014.912970.
85. ↑  AROUND THE NATION; Unitarians Endorse Homosexual Marriages. The New York Times. 29 червня 1984.
86. ↑  Our Mission. Uupa.org. Архів оригіналу за 18 вересня 2017. Процитовано 30 червня 2017.
87. 1 2  Esposito, John L., ред. (2014). Ahl al-Kitab. The Oxford Dictionary of Islam. Oxford: Oxford University Press. doi:10.1093/acref/9780195125580.001.0001. ISBN 9780195125580.
88. ↑  Leeman, A. B. (2009). Interfaith Marriage in Islam: An Examination of the Legal Theory Behind the Traditional and Reformist Positions (PDF). Indiana Law Journal. Bloomington, Indiana: Indiana University Maurer School of Law. 84 (2): 743—772. ISSN 0019-6665. Архів (PDF) оригіналу за 23 листопада 2018. Процитовано 25 серпня 2021.
89. 1 2 3 4  Leeman, 2009, с. 755.
90. ↑  Elmali-Karakaya, Ayse (2020). Being Married to a Non-Muslim Husband: Religious Identity in Muslim Women's Interfaith Marriages. У Hood, Ralph W.; Cheruvallil-Contractor, Sariya (ред.). Research in the Social Scientific Study of Religion: A Diversity of Paradigms. Т. 31. Leiden and Boston: Brill Publishers. с. 388—410. doi:10.1163/9789004443969_020. ISBN 978-90-04-44348-8. ISSN 1046-8064.
91. 1 2  (Leeman, 2009):Ці уривки традиційно тлумачаться як загальна заборона на шлюб поза ісламом для мусульманських жінок.116 Подібні уривки117 забороняють мусульманським чоловікам одружуватися з немусульманками. Однак інший вірш прямо дозволяє мусульманським чоловікам одружуватися з жінками з народу Книги.118 Коран не містить такого прямого дозволу (або заборони) для мусульманських жінок.119 Хоча Коран не містить чіткої заборони на одруження з людьми Книги, традиційні вчені міркують так: «Якщо чоловікам потрібно було б дозволити одружуватися з людьми Книги, то вони могли б одружитися з мусульманками: «Якщо чоловікам потрібен був прямий дозвіл на одруження з [немусульманином], то жінкам також потрібен був прямий дозвіл, але оскільки вони не отримали такого дозволу, то їм має бути заборонено одружуватися з [немусульманами]».
92. ↑  Leeman, 2009, с. 756.
93. 1 2  Ghouse, Mike (8 лютого 2017). Can A Muslim Woman Marry A Non-Muslim Man?. The Huffington Post (англ.). Процитовано 31 жовтня 2020.
94. 1 2 3  Leeman, 2009.
95. 1 2  Jahangir, Junaid (21 березня 2017). Muslim Women Can Marry Outside The Faith. The Huffington Post. Архів оригіналу за 25 березня 2017. Процитовано 25 серпня 2021.
96. 1 2 3 4  Rehman, Javaid; Polymenopoulou, Eleni (2013). Is Green a Part of the Rainbow? Sharia, Homosexuality, and LGBT Rights in the Muslim World. Fordham International Law Journal. Fordham University School of Law. 37 (1): 1—53. ISSN 0747-9395. OCLC 52769025. Архів оригіналу за 21 липня 2018. Процитовано 30 жовтня 2021.
97. 1 2 3 4  electricpulp.com. HOMOSEXUALITY ii. IN ISLAMIC LAW  – Encyclopaedia Iranica. iranicaonline.org (англ.). Архів оригіналу за 17 травня 2013. Процитовано 3 липня 2025.
98. ↑  Forum: LGBTQ+ Issues in International Relations, Human Rights & Development – Same-Sex Narratives and LGBTI Activism in the Muslim World. Georgetown Journal of International Affairs. Washington, D.C.: Walsh School of Foreign Service at the Georgetown University. 18 травня 2020. ISSN 1526-0054. Архів оригіналу за 20 жовтня 2020. Процитовано 7 грудня 2021.
99. 1 2 3 4 5 6  Homophobic Muslims: Emerging Trends in Multireligious Singapore. Comparative Studies in Society and History. Cambridge and New York: Cambridge University Press. 58 (4): 955—981. October 2016. doi:10.1017/S0010417516000499. ISSN 1475-2999. JSTOR 26293235.
100. ↑  Kurzman, Charles (1998). Liberal Islam and Its Islamic Context. У Kurzman, Charles (ред.). Liberal Islam: A Sourcebook. Oxford and New York: Oxford University Press. с. 1—26. ISBN 9780195116229. OCLC 37368975.
101. ↑  Geissinger, Aisha (2012). Islam and Discourses on Same-Sex Desire. У Boisvert, Donald L.; Johnson, Jay E. (ред.). Queer Religion: Homosexuality in Modern Religious History, Volume 1. Santa Barbara, California: Praeger Publishers. с. 80—90. ISBN 978-0-313-35359-8. LCCN 2011043406.
102. 1 2  Krupkin, Taly (12 жовтня 2013). Polyamorous Jews seek acceptance - Jewish World News - Haaretz - Israel News. Haaretz. Процитовано 30 червня 2017.
103. 1 2  Lavin, Talia (10 жовтня 2013). Married and dating: Polyamorous Jews share love, seek acceptance | Jewish Telegraphic Agency. Jta.org. Процитовано 30 червня 2017.
104. 1 2  Elliott N. Dorff, Daniel Evans, and Avram Reisner. Homosexuality, Human Dignity, and Halakha. Committee on Jewish Law and Standards, Rabbinical Assembly, December 6, 2006 (PDF). Архів оригіналу (PDF) за 4 червня 2007.
105. ↑  Rabbi Joel Roth, Homosexuality Revisited, Committee on Jewish Law and Standards, Rabbinical Assembly, December 6, 2006 [Архівовано 22 квітня 2007 у Wayback Machine.]
106. ↑  Conservative Panel Votes To Permit Gay Rabbis. The Forward. Архів оригіналу за 8 грудня 2006.
107. ↑  Ner-David, Haviva (2009). Reclaiming Nidah and Mikveh through Ideological and Practical Reinterpretation. У Ruttenberg, Danya (ред.). The Passionate Torah: Sex and Judaism. NYU Press. с. 116—135. ISBN 978-0-8147-7634-6. JSTOR j.ctt9qgfbf.12.
108. ↑  The Third Book of Moses Called Leviticus. The Church of Jesus Christ Latter-Day Saints. 2016.
109. 1 2  Chaim Waxman, Winners and Losers in Denominational Memberships in the United States. Jerusalem Center for Public Affairs, 2005. Архів оригіналу за 1 липня 2012.
110. ↑  5774.4. Central Conference of American Rabbis.
111. ↑  Marriage & Mixed Faith Blessings FAQ.
112. ↑  UK liberal rabbis allow interfaith couples to marry under a traditional canopy. The Times of Israel.
113. ↑  Cunda Kammaraputta Sutta [To Cunda the Silversmith]. Access to Insight. 1997. AN 10.176. Процитовано 14 березня 2011. Відмовившись від чуттєвої негідної поведінки, він утримується від чуттєвої негідної поведінки. Він не вступає в статеві стосунки з тими, хто перебуває під захистом матері, батька, братів, сестер, родичів або Дхамми; з тими, хто має чоловіка, з тими, хто тягне за собою покарання, або навіть з тими, кого увінчав квітами інший чоловік.
114. ↑  Upāsaka Sutra from Madhyam āgama: Chapter 11 (кит.). Архів оригіналу за 18 лютого 2017.
115. ↑  P. 106 A Dictionary of Chinese Buddhist Terms: With Sanskrit and English Equivalents and a Sanskrit-Pali Index By Lewis Hodous, William E. Soothill
116. ↑  Saddhatissa, Hammalawa (December 1987). Buddhist Ethics: The Path to Nirvana. Wisdom Pubns; New Ed edition. с. 88. ISBN 978-0-86171-053-9.
117. ↑  Gender and Sexuality. www.patheos.com (англ.). Процитовано 28 лютого 2019.
118. ↑  Hindu Marriages Purpose And Significance. www.hinduwebsite.com (англ.). Процитовано 14 грудня 2019.
119. ↑  «History of Indian Theatre: Classical theatre», by Manohar Laxman Varadpande, p. 123, ISBN 9788170174301
120. ↑  Pran Nath Chopra. A Comprehensive History Of Ancient India (3 Vol. Set). Sterling. с. 160.
121. ↑  Blake, Simon (2002). Faith, values and sex & relationships education. London: National Children's Bureau. с. 55. ISBN 1-900990-32-6. OCLC 863556177.
122. ↑  Singh, Harbans (1992–1998). The Encyclopaedia of Sikhism. Patiala: Punjabi University. с. 419. ISBN 9788173803499.
123. ↑  Singha, H. S. (2005). Sikh Studies - book 7. Hemkunt Press. с. 65. ISBN 9788170102458. OCLC 967096375.
124. ↑  Dilagīra, Harajindara Siṅgha (1997). The Sikh reference book (вид. 1st). Edmonton, Alb., Canada: Sikh Educational Trust for Sikh University Centre, Denmark. с. 108—109. ISBN 0-9695964-2-1. OCLC 37769917.
125. 1 2 3 4 5 6 7 8 9 10 11  Cahill, Suzanne E. (January 1992). Sublimation in Medieval China: The Case of the Mysterious Woman of the Nine Heavens. Journal of Chinese Religions. 20 (1): 91—102. doi:10.1179/073776992805307692.
126. 1 2  Liu, Peng (2 липня 2016). 'Conceal my Body so that I can Protect the State': The Making of the Mysterious Woman in Daoism and Water Margin. Ming Studies. 2016 (74): 48—71. doi:10.1080/0147037X.2016.1228876.
127. ↑  威明堂兔兒神殿. www.weimingtang.url.tw. Архів оригіналу за 28 січня 2008. Процитовано 31 грудня 2018.
128. ↑  Why Taiwan's 'Rabbit' Temple Is Almost Exclusively Gay. HuffPost. 19 січня 2015.
129. ↑  Thousands Of Gay Pilgrims Trek To Taiwan To Pray For Love At "Rabbit" Temple. LOGO News.
130. ↑  A temple for gays at Taiwan's Wei-Ming temple. MalayMail. Dato' Siew Ka Wai. Процитовано 4 березня 2019.
131. ↑  CartaCapital (22 вересня 2017). Homossexualidade e candomblé. CartaCapital (pt-BR) . Процитовано 1 травня 2021.
132. ↑  Moutinho, Laura (2013). Homosexuality, skin color and religiosity: flirting among the "povo de santo" in Rio de Janeiro (PDF). CLAM. Sexuality, Culture and Politics – A South American Reader: 573—592. ISBN 978-85-89737-82-1. Архів (PDF) оригіналу за 10 жовтня 2022.
133. 1 2  Casal gay celebra casamento umbandista em bloco no centro de São Paulo. GI São Paulo (порт.). 27 лютого 2017.
134. ↑  Introduction ~ ¡Homofobia no! ¡Socialismo sí! Identity, culture, gender and sexuality in today's Cuba ~ Minority Stories. stories.minorityrights.org. Процитовано 1 травня 2021.
135. ↑  Vidal-Ortiz, Salvador (2006). Sexuality discussions in santería: A case study of religion and sexuality negotiation. Sexuality Research and Social Policy. 3 (3): 52—66. doi:10.1525/srsp.2006.3.3.52. ISSN 1868-9884.
136. ↑  Brazil gays celebrate first mass wedding. The World from PRX (англ.). Процитовано 1 травня 2021.
137. ↑  Ogland, Curtis P.; Verona, Ana Paula (2014). Religion and the rainbow struggle: does religion factor into attitudes toward homosexuality and same-sex civil unions in Brazil?. Journal of Homosexuality. 61 (9): 1334—1349. doi:10.1080/00918369.2014.926767. ISSN 1540-3602. PMID 24914634.
138. ↑  Haiti's fight for gay rights. Al Jazeera. Процитовано 27 березня 2021.
139. ↑  Homosexuality And Voodoo. Haiti Observer. 20 липня 2013. Процитовано 30 березня 2021.
140. ↑  Queer Haitians Find a Refuge in Vodou. advocate.com (англ.). 31 жовтня 2016. Процитовано 27 березня 2021.
141. ↑  Black Madonna Vodou Religion Spirit Lwa Erzulie Dantor by Kate Kingsbury. The Global Catholic Review (англ.). 6 червня 2018. Процитовано 27 березня 2021.
142. ↑  lisantiadmin. Haiti's LGBTQ-Accepting Vodou Societies. Rev Irene Monroe (амер.). Процитовано 27 березня 2021.
143. ↑  Randy Conner, David Hatfield Sparks & Mariya Sparks (eds), Cassell's Encyclopedia of Queer Myth, Symbol & Spirit, p. 963, London and New York: Cassell, 1997.
144. ↑  Conner, p. 157, «Ghede Nibo»
145. 1 2 3  Leick, Dr Gwendolyn. Sex and Eroticism in Mesopotamian Literature. ISBN 978-0-203-41428-6. OCLC 1120210531.
146. ↑  LGBTQ+ in the Ancient World. World History Encyclopedia (англ.). Процитовано 28 серпня 2021.
147. 1 2 3 4  Murray, Stephen O. (1997). Islamic homosexualities : culture, history, and literature. New York. ISBN 0-8147-7467-9. OCLC 35526232.
148. ↑  Cosmopolitanism, nationalism, and modern paganism. New York: Palgrave Macmillan US. 2017. ISBN 978-1-137-56200-5. OCLC 966491570.
149. ↑  Estrada, Gabriel S (2011). Two Spirits, Nádleeh, and LGBTQ2 Navajo Gaze (PDF). American Indian Culture and Research Journal. 35 (4): 167—190. doi:10.17953/aicr.35.4.x500172017344j30. Архів оригіналу (PDF) за 13 травня 2015. Процитовано 29 вересня 2021.
150. ↑  Two Spirit Terms in Tribal Languages. Native Out. Архів оригіналу за 2 січня 2015. Процитовано 29 вересня 2021.
151. ↑  de Vries, Kylan Mattias (2009). Berdache (Two-Spirit). У O'Brien, Jodi (ред.). Encyclopedia of gender and society. Los Angeles: SAGE. с. 64. ISBN 9781412909167. {{cite book}}: |access-date= вимагає |url= (довідка)
152. ↑  Kehoe, Alice B. (2002). Appropriate Terms. SAA Bulletin. Society for American Archaeology 16(2), UC-Santa Barbara. ISSN 0741-5672. Архів оригіналу за 5 листопада 2004. Процитовано 1 травня 2019.
153. ↑  Pablo, Ben (2004), Latin America: Colonial, glbtq.com, архів оригіналу за 11 грудня 2007, процитовано 1 серпня 2007
154. 1 2 3  Urban, Hugh B. (2007). The Cult of Ecstasy: Meldings of East and West in a New Age of Tantra. Tantra: Sex, Secrecy, Politics, and Power in the Study of Religion (вид. 1st). Berkeley, California|Berkeley and Delhi: University of California Press/Motilal Banarsidass. с. 203—263. doi:10.1525/california/9780520230620.003.0007. ISBN 9780520236561. JSTOR 10.1525/j.ctt1pp4mm.12.
155. 1 2 3 4 5  Pike, Sarah M. (2004). Part II – “All Acts of Love and Pleasure Are My Rituals”: Sex, Gender, and the Sacred. New Age and Neopagan Religions in America. Columbia Contemporary American Religion Series. New York: Columbia University Press. с. 115–144. ISBN 9780231508384. JSTOR 10.7312/pike12402.10. LCCN 2003061844.
156. ↑  Contemporary pagan and native faith movements in Europe : colonialist and nationalist impulses. New York. 2015. с. 64—84. ISBN 978-1-78238-647-6. OCLC 908932432.
157. ↑  Contemporary pagan and native faith movements in Europe : colonialist and nationalist impulses. New York. 2015. ISBN 978-1-78238-647-6. OCLC 908932432.
158. ↑  Rountree, Kathryn (2015). Contemporary Pagan and Native Faith Movements (PDF). Association of European Anthropologists. 26. Архів (PDF) оригіналу за 23 жовтня 2021.
159. ↑  Magical religion and modern witchcraft. Albany, N.Y.: State University of New York Press. 1996. с. 193—236. ISBN 0-585-03650-0. OCLC 42330378.
160. ↑  Schnurbein, Stefanie v. (2017). Norse Revival : transformations of Germanic neopaganism. Chicago, IL. ISBN 978-1-60846-737-2. OCLC 964730476.
161. ↑  Cragle, Joshua Marcus (11 червня 2017). Contemporary Germanic/Norse Paganism and Recent Survey Data. Pomegranate: The International Journal of Pagan Studies. 19 (1): 77—116. doi:10.1558/pome.30714. ISSN 1528-0268.
162. ↑  Alternative Sexuality. Tangled Moon Coven. 8 серпня 2006. Процитовано 30 грудня 2006.
163. ↑  Sex, Wicca and the Great Rite. The Blade & Chalice. Spring 1993 (3).
164. 1 2  Palmer, Susan J.; Sentes, Bryan (2012). The International Raëlian Movement. У Hammer, Olav; Rothstein, Mikael (ред.). The Cambridge Companion to New Religious Movements. Cambridge: Cambridge University Press. с. 167—183. doi:10.1017/CCOL9780521196505.012. ISBN 978-0-521-19650-5. LCCN 2012015440.
165. 1 2  Dericquebourg, Régis (2021). Rael and the Raelians. У Zeller, Ben (ред.). Handbook of UFO Religions. Brill Handbooks on Contemporary Religion. Т. 20. Leiden and Boston: Brill Publishers. с. 472—490. doi:10.1163/9789004435537_024. ISBN 978-90-04-43437-0. ISSN 1874-6691.
166. ↑  Gregg, Stephen E. (September 2014). Queer Jesus, straight angels: Complicating 'sexuality' and 'religion' in the International Raëlian Movement. Sexualities. SAGE Journals. 17 (5–6): 565—582. doi:10.1177/1363460714526129. hdl:10.1177/1363460714526129. ISSN 1461-7382. OCLC 474576878.
167. ↑  Palmer, Susan J. (2014). Raël's Angels: The First Five Years of a Secret Order. У Bogdan, Henrik; Lewis, James R. (ред.). Sexuality and New Religious Movements. Palgrave Studies in New Religions and Alternative Spiritualities. New York: Palgrave Macmillan. с. 183—211. doi:10.1057/9781137386434_9. ISBN 978-1-349-68146-4.
168. ↑  A modern nation is a nation where gays and lesbians are free. Raelian Press Site. 25 березня 2005. Процитовано 30 березня 2021.
169. ↑  A Raelian official licensed to perform legal marriages for same-sex couples in Hawaii. Raelianews. 18 липня 2013. Процитовано 30 березня 2021.
170. ↑  Chesnut, R. Andrew (2016). Healed by Death: Santa Muerte, the Curandera. У Hunt, Stephen J. (ред.). Handbook of Global Contemporary Christianity: Movements, Institutions, and Allegiance. Brill Handbooks on Contemporary Religion. Т. 12. Leiden: Brill Publishers. с. 336—353. doi:10.1163/9789004310780_017. ISBN 978-90-04-26539-4. ISSN 1874-6691.
171. ↑  Flores Martos, Juan Antonio (2007). La Santísima Muerte en Veracruz, México: Vidas Descarnadas y Práticas Encarnadas. У Flores Martos, Juan Antonio; González, Luisa Abad (ред.). Etnografías de la muerte y las culturas en América Latina (ісп.). Cuenca: Ediciones de la Universidad de Castilla–La Mancha. с. 296—297. ISBN 978-84-8427-578-7.
172. ↑  Chesnut, R. Andrew (2018). Devoted to Death: Santa Muerte, the Skeleton Saint (вид. Second). New York: Oxford University Press. с. 6—7. doi:10.1093/acprof:oso/9780199764662.001.0001. ISBN 978-0-19-063332-5. LCCN 2011009177.
173. 1 2  Bárcenas Barajas, Karina (September–December 2019). Apropiaciones LGBT de la religiosidad popular. Desacatos: Revista de Ciencias Sociales (ісп.). Mexico City: Centro de Investigaciones y Estudios Superiores en Antropología Social (CIESAS). 61: 98—113. doi:10.29340/61.2135 (неактивний 31 January 2024). ISSN 2448-5144. Процитовано 16 червня 2021.{{cite journal}}:  Обслуговування CS1: Сторінки із неактивним DOI станом на січень 2024 (посилання)
174. 1 2  Lorentzen, Lois Ann (2016). Pellegrini, Anna; Vaggione, Juan Marco (ред.). Santa Muerte: Saint of the Dispossessed, Enemy of Church and State. Emisférica. Т. 13, № 1. New York City: Hemispheric Institute of Performance and Politics. Архів оригіналу за 30 липня 2019. Процитовано 14 серпня 2021.
175. ↑  Woodman, Stephen (31 березня 2017). How a skeleton folk saint of death took off with Mexican transgender women. USA Today. ISSN 0734-7456. Архів оригіналу за 10 жовтня 2019. Процитовано 17 листопада 2021.
176. ↑  Villarreal, Daniel (6 квітня 2019). Bishops tell Catholics to stop worshipping this unofficial LGBTQ-friendly saint of death: Even though "La Santa Muerte" is not a Church-sanctioned saint, millions of people still revere her. LGBTQ Nation. San Francisco. Архів оригіналу за 7 квітня 2019. Процитовано 16 червня 2021.
177. ↑  Archives. outinthebay.com. Out in the Bay. 2012. Архів оригіналу за 24 квітня 2012.
178. ↑  Iglesia de Santa Muerte casa a gays – El Universal – Sociedad. El Universal. 3 березня 2010. Процитовано 9 лютого 2013.
179. ↑  (MÉXICO) SOCIEDAD-SALUD > AREA: Asuntos sociales. La Iglesia de Santa Muerte mexicana celebró su primera boda gay y prevé 9 más – ABC.es – Noticias Agencias. ABC. Spain. Процитовано 9 лютого 2013.
180. ↑  La Nueva Iglesia De La Santa Muerte Permite Bodas Gay. Los21.com. 24 січня 2012. Процитовано 9 лютого 2013.
181. ↑  La Santa Muerte celebra 'bodas homosexuales' en México – México y Tradición (ісп.). Mexicoytradicion.over-blog.org. 2 червня 2010. Процитовано 9 лютого 2013.
182. ↑  Culto a la santa muerte casará a gays. Tendenciagay.com. 11 січня 2010. Процитовано 9 лютого 2013.
183. ↑  Mexico's Holy Death Church Will Conduct Gay Weddings. Latin American Herald Tribune. 7 січня 2010.
184. 1 2  Peter, Magus (9 березня 2004). Founding Family. Churchofsatan.com. Процитовано 30 червня 2017.
185. ↑  764: The Intersection of Terrorism, Violent Extremism, and Child Sexual Exploitation. Global Network on Extremism and Technology. 19 січня 2024.
186. ↑  Sieg, George (2013). «Angular Momentum: From Traditional to Progressive Satanism in the Order of Nine Angles». International Journal for the Study of New Religions. 4 (2): 251—283. doi:10.1558/ijsnr.v4i2.251.
187. ↑  Order of Nine Angles. Counter Extremism Project. Архів оригіналу за 13 жовтня 2022. Процитовано 25 липня 2020. Один із пропагандистських матеріалів групи називається «Антологія зґвалтувань» - збірка творів ОНА, що вихваляють Гітлера, сатану і зґвалтування, використовуючи при цьому ісламську термінологію і демонізуючи євреїв і меншини. У деяких есе йдеться про те, що зґвалтування є необхідною умовою для вознесіння надлюдини.
188. ↑  ONA – Fenrir Volume III, Issue II. The Girl Goddess
189. ↑  State of Hate 2020 (PDF). Hope not Hate. 9 березня 2020. Архів (PDF) оригіналу за 2 березня 2020. Процитовано 25 червня 2020. Over the last 12 months four nazis convicted of terrorist offences have been linked to O9A, and there are two more cases pending.
190. ↑  Розділ 2. Мотиви i процес гріхопадіння. 8books.net (укр.). Процитовано 3 липня 2025.
191. ↑  Розділ 4. Наслідки гріхопадіння людини. 8books.net (укр.). Процитовано 3 липня 2025.
192. ↑  Cheon Seong Gyeong - Sun Myung Moon - Book Eleven - The Root of the Universe - Chapter Two - The Creation of Humankind and the Perfection of the Ideal of Love - Section 5. The Sexual Organs Are the Crossroads to Heaven or Hell. www.tparents.org. Процитовано 3 липня 2025.
193. ↑  In Search of the Origin of the Universe - Sun Myung Moon. www.tparents.org. Процитовано 3 липня 2025.
194. ↑  Han, Yoonji. From mass weddings to sex rituals, life inside the controversial Unification Church. Business Insider (амер.). Процитовано 3 липня 2025.
195. ↑  Instructions for the 3-Day Ceremony. www.tparents.org. Процитовано 3 липня 2025.
196. ↑  Happy True Parent's Day - Sun Myung Moon. tparents.org. Процитовано 3 липня 2025.
197. ↑  East Garden, June 12th, 2005 - Sun Myung Moon. tparents.org. Процитовано 3 липня 2025.
198. ↑  Jumong: A Window into Korean and Unification Culture. www.journals.uts.edu. Процитовано 3 липня 2025.
199. ↑  Randolph, Paschal Beverly (1996). Appendix B: The Mysteries of Eulis. У Deveney, JP (ред.). Paschal Beverly Randolph : A Nineteenth-Century Black American Spiritualist, Rosicrucian, and Sex Magician. Albany, NY: State University of New York Press. с. 327—342. ISBN 978-0-7914-3120-7.
200. ↑  Aleister Crowley, ред. (1919). The Blue Equinox. Т. III. Detroit MI: Universal Pub. Co.
201. 1 2  King, Francis The Magical World of Aleister Crowley page 80
202. 1 2  Urban, Hugh. Unleashing the Beast: Aleister Crowley, tantra and sex magic in late Victorian England [Архівовано 2013-12-05 у Wayback Machine.]. Ohio State University
203. ↑  Crowley, Aleister (1921). Book of Lies. с. 6. Процитовано 31 травня 2010. Незабаром після публікації [«Книги брехні»] до мене прийшов O.H.O. (Зовнішній керівник O.T.O.)... Він сказав, що оскільки я був ознайомлений з найвищою таємницею Ордену, мені повинен бути дозволений IX {ступінь} і на мене повинні бути покладені певні зобов'язання щодо нього. Я заперечив, що не знаю такої таємниці. Він сказав: «Але ж ви надрукували її найпростішою мовою». Я відповів, що не міг цього зробити, бо не знав її. Він підійшов до книжкових полиць; діставши примірник «Книги брехні», він вказав на уривок... Це миттєво спалахнуло переді мною. Весь символізм не тільки вільного масонства, але й багатьох інших традицій спалахнув перед моїм духовним зором. З цього моменту O.T.O. набув належного значення в моїй свідомості. Я зрозумів, що тримаю в руках ключ до майбутнього прогресу людства...
204. ↑  Crowley, Aleister. Magical Diaries of Aleister Crowley, p. 241
205. ↑  Crowley, Aleister (1979). The Confessions of Aleister Crowley: An Autohagiography. London; Boston: Routledge & Kegan Paul. ISBN 0-7100-0175-4. Chapter 87.

## Подальше читання
Загальне про секс і релігію.
- Eisler, Riane, Sacred Pleasure: Sex, Myth, and the Politics of the Body: New Paths to Power and Love, HarperOne 1996.
- Endsjø, Dag Øistein, Sex and Religion: Teachings and Taboos in the History of World Faiths, Reaktion Books 2011. Also published in Arabic, Bulgarian, Chinese, Italian, Macedonian, Norwegian, Polish, Portuguese, Serbian, Swedish, and Ukrainian.
- Helminiak, Daniel A., Sex and the Sacred — Gay Identity and Spiritual Growth, Routledge 2006.
- Kolodny, Debra (editor), Blessed Bi Spirit: Bisexual People of Faith, Continuum, 2000. ISBN 0826412319ISBN 0826412319, ISBN 978-0826412317

Буддизм
- Faure, Bernard, The Red Thread: Buddhist Approaches to Sexuality. ISBN 0-691-05998-5ISBN 0-691-05998-5.
- Sudo, Philip T., Zen Sex: The Way of Making Love. ISBN 0-06-075799-XISBN 0-06-075799-X.

Християнство
- Boswell, John, Christianity, Social Tolerance and Homosexuality: Gay People in Western Europe from the Beginning of the Christian Era to the Fourteenth Century, University Of Chicago Press, 1st ed. 1980 ISBN 0-226-06710-6, paperback 2005 ISBN 0-226-06711-4
- De La Torre, Miguel A., A Lily Among the Thorns: Imagining a New Christian Sexualitym ISBN 978-0-7879-8146-4.
- Kern, Jan, Seduced By Sex: Saved By Love. ISBN 978-0-7847-2158-2ISBN 978-0-7847-2158-2.
- Köstenberger, Andreas J., God, Marriage, and Family: Rebuilding the Biblical Foundation. ISBN 978-1-58134-580-3ISBN 978-1-58134-580-3.
- Kuefler, Mathew (editor), The Boswell Thesis: Essays on Christianity, Social Tolerance, and Homosexuality, University Of Chicago Press, Nov. 2005 ISBN 0-226-45741-9
- Pagels, Elaine, Adam, Eve, and the Serpent: Sex and Politics in Early Christianity, Vintage 1988.

індуїзм
- Smith, David, The Hindu Erotic: Exploring Hinduism and Sexuality, I.B. Tauris 2015.
- Vanita, Ruth and Saleem Kidwai, Same-Sex Love In India: Readings from Literature and History, Palgrave, 2001.

Іслам
- Dialmy, Abdessamad (2010). Which Sex Education for Young Muslims?. World Congress of Muslim Philanthropists. Архів оригіналу за 3 березня 2016. Процитовано 1 лютого 2019.
- El Feki, Shereen, Sex and the Citadel — Intimate Life in a Changing Arab World, Vintage 2014.
- Jahangir, Junaid bin (2010). Implied Cases for Muslim Same-Sex Unions. У Samar Habib (ред.). Islam and homosexuality, Volume 2. ABC-CLIO. ISBN 978-0-313-37904-8.
- Kugle, Scott Siraj al-Haqq, Homosexuality in Islam: Critical Reflection on Gay, Lesbian, and Transgender Muslims, SD Books 2010.
- Schmitt, Arno; Sofer, Jehoeda (1992). Sexuality and Eroticism among Males in Muslim Societies. Haworth Press. ISBN 978-1-56024-047-1.
- Schmitt, Arno (2001–2002). Liwat im Fiqh: Männliche Homosexualität?. Т. IV. Journal of Arabic and Islamic Studies. Архів оригіналу за 6 вересня 2011.

Юдаїзм
- Alpert, Rebecca, Like Bread on the Seder Plate: Jewish Lesbians and the Transformation of Tradition, Columbia University Press, 1998. ISBN 0231096615ISBN 0231096615, ISBN 978-0231096614
- Boteach, Shmuley, Kosher Sex: A Recipe for Passion and Intimacy. ISBN 0-385-49466-1ISBN 0-385-49466-1.
- Gold, Michael Does God Belong in the Bedroom? ISBN 0-8276-0421-1ISBN 0-8276-0421-1.
- Brown, Benjamin (December 2013). Kedushah: The Sexual Abstinence of Married Men in Gur, Slonim, and Toledot Aharon. Jewish History. 27 (2–4): 475—522. doi:10.1007/s10835-013-9182-x.

Критичні перспективи
- Gravatt, Sandra L (2008). An Introduction to the Hebrew Bible: A Thematic Approach. Westminster John Knox Press. ISBN 978-0-664-23030-2.
- Savramis, Demosthenes, The Satanizing of Woman: Religion Versus Sexuality. ISBN 0-385-04485-2ISBN 0-385-04485-2.

Інші
- Kebacqz, Karen, and Ronald G. Barton, Sex in the Parish, First ed., Westminster/John Knox Press, 1991. ISBN 0-664-25087-4ISBN 0-664-25087-4
- Tolle, Eckhart, The Power of Now: A Guide to Spiritual Enlightenment, New World Library, 1st ed. 1999, paperback 2004 ISBN 1-57731-480-8
- Ecker, Ronald L (1995). And Adam Knew Eve: A Dictionary of Sex in the Bible. Hodge & Braddock. ISBN 978-0-9636512-4-2.
- Kosman, Admiel, Homosexuality — Between Early Judaism and Early Christianity (Lecture at Winchester University, UK) Prof. Admiel Kosman 20 March 2014 [Архівовано 28 травня 2020 у Wayback Machine.]